# Namie Amuro

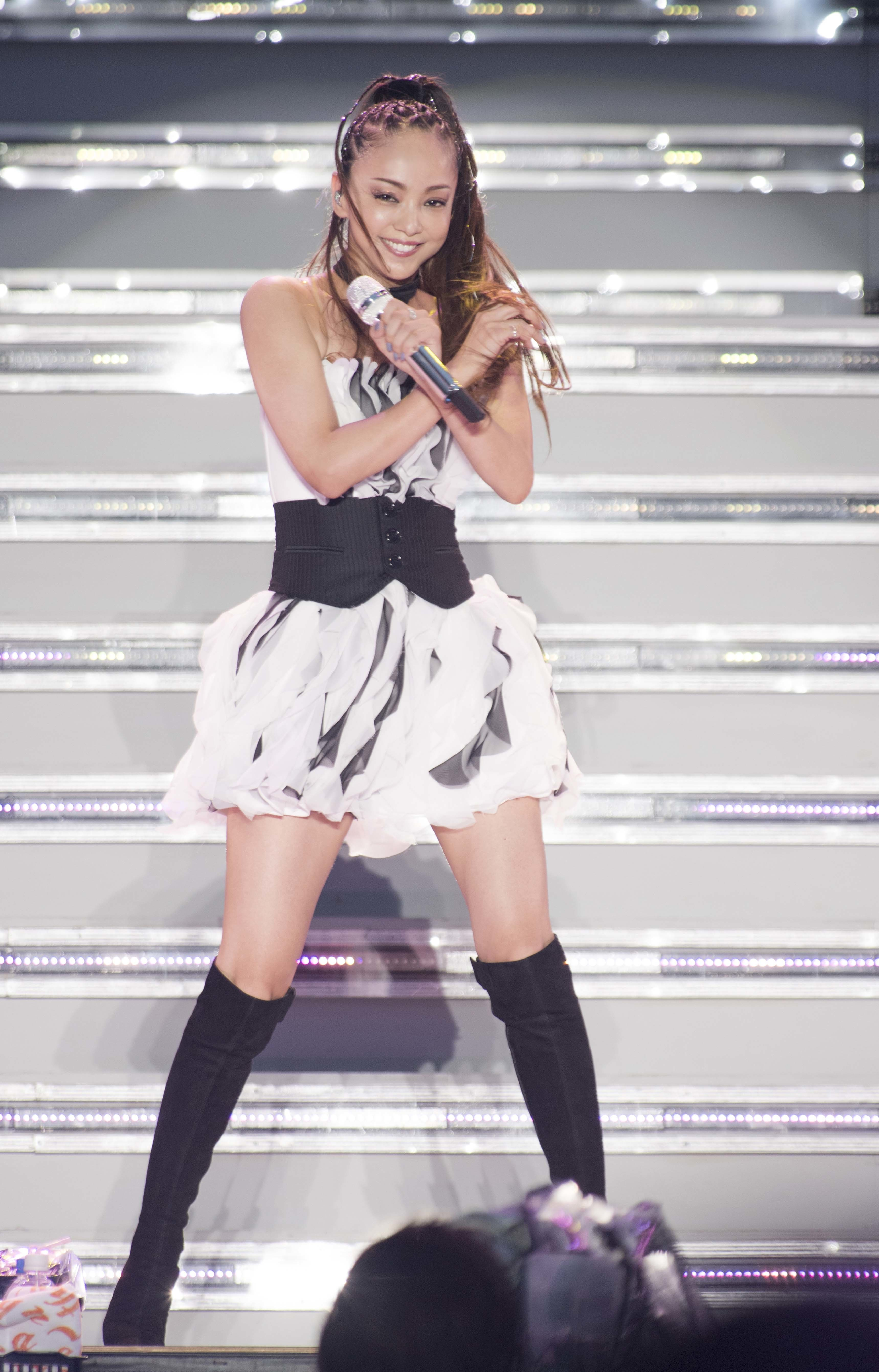
Namie Amuro zu ihrem Jubiläum des 25-jährigen Bühnenbestehens auf ihrem Konzert in Okinawa (2017)

Namie Amuro (japanisch 安室 奈美恵 Amuro Namie; * 20. September 1977 in Naha, Okinawa) ist eine japanische J-Pop-Sängerin, Tänzerin, Model, Schauspielerin und Unternehmerin, die sich seit 2018 musikalisch im Ruhestand befindet. Seit den 1990ern ist sie eine der führenden Figuren der japanischen Unterhaltungsindustrie und ist als zeitgenössischer Teenidol, aufgrund der stetig wechselnden Musikrichtungen und ihrer visuellen Darstellungen in ihren Musikvideos, populär. In den 1990er Jahren galt sie als „J-Pop Queen“ und prägte diesen Begriff erstmals. Nach einigen kommerziellen Depressionen erlangte sie diesen Status Ende der 2000er zurück. Elf ihrer Platten verkauften sich jeweils mehr als eine Million Mal und elf ihrer Singles erreichten die Höchstplatzierung in den Oricon-Charts. Aufgrund ihrer Langlebigkeit und Elastizität in der Musikindustrie, wird sie als japanisches Äquivalent zu populär westlichen Künstlern wie Madonna und Janet Jackson dargestellt. In ihrer Ehe (1997 bis 2002) war sie unter dem Namen Namie Maruyama amtlich, aber nicht künstlerisch, bekannt.

## Leben und Karriere

### Vor der Musikkarriere
Namie Amuros Mutter war Emiko Taira (* 30. Juni 1950, † 17. März 1999), die Identität ihres Vaters ist in der Öffentlichkeit unbekannt. Sie hat zwei Geschwister. Ihre Mutter ließ sich scheiden, als Namie vier Jahre alt war, arbeitete in einem Kindergarten und als Hostess in einer Bar, um für die Kinder zu sorgen. Amuro hatte keine Ambitionen, Sängerin zu werden, dies ergab sich per Zufall im Alter von zwölf Jahren, als sie eine Freundin besuchte, bei der sie vom Präsidenten der Okinawa Actors School, Masayuki Makino, entdeckt und schließlich eingestellt wurde. Im Alter von 15 Jahren bildete die Schule schließlich die Popgruppe Super Monkey’s, bei der sie Gruppenmitglied mit ihren damaligen Klassenkameradinnen wurde.

### 1992 bis 1995: Namie Amuro with Super Monkey’s
Ihre ersten Singles als Gruppenmitglied von Super Monkey’s, Koi no Cute Beat / Mister U.S.A. (japanisch 恋のキュート・ビート / ミスターU.S.A. koi no kyūto bīto / misutā U.S.A.), Dancing Junk, Aishite Maskot (jap. 愛してマスカット) und Paradise Train waren nicht sonderlich erfolgreich. Nach einigen Umbesetzungen nannte sich die Gruppe schließlich Namie Amuro with Supermonkeys, aufgrund Namies steigender Popularität, die sie durch Schauspielerei und kleineren Interviews in Magazinen erlangte. Namie Amuro trat immer weiter in den Vordergrund und die fünfte Single Try Me: Watashi wo Shinjite (jap. Try Me ~私を信じて~) – ein Eurobeatsong – schaffte es sofort in die Top Ten der Singlecharts. Dies gelang auch mit den folgenden Singles im Eurobeatstil wie Taiyō no Season (jap. 太陽のSeason) und Stop the Music. Bei Taiyō no Season wurde die Gruppe erstmals als Kollektiv mit Amuro Namie beworben und umstritten ist, ob die Veröffentlichungen unter Amuro Namie in die Solo-Diskografie von Namie zählen – wobei Oricon diese Veröffentlichungen zu ihrer Diskografie zählt und die Plattenfirma Avex Trax aufgrund von Vermarktungsrechten diese Veröffentlichungen nicht zugehörig zählen kann, weswegen auf unabhängiger Basis der Plattenfirmen diese Veröffentlichungen zu ihrer Solo-Diskografie zählen würden.
Aufgrund ihrer Popularität und auf Wunsch von Max Maatsura (Vorstandsvorsitzender von Avex Trax) startete sie 1995 ihre Solokarriere und wechselte von Toshiba EMI zu Avex Trax, einem Label, das gegen Ende der 90er Jahre die populärsten J-Pop-Gruppen und -Solomusiker wie Every Little Thing, Do As Infinity, Ayumi Hamasaki, Kumi Kōda und BoA betreute. Die verbleibenden Mitglieder der Supermonkeys wechselten als Gruppe ebenfalls zu Avex Trax, nannten sich jetzt MAX (Music Active eXperience) und wurden in den späten 90er Jahren aus eigener Kraft zu einer erfolgreichen J-Pop-Gruppe.

### 1995 bis 1998: Solokarriere, J-Pop-Queen und Mutterschaftspause

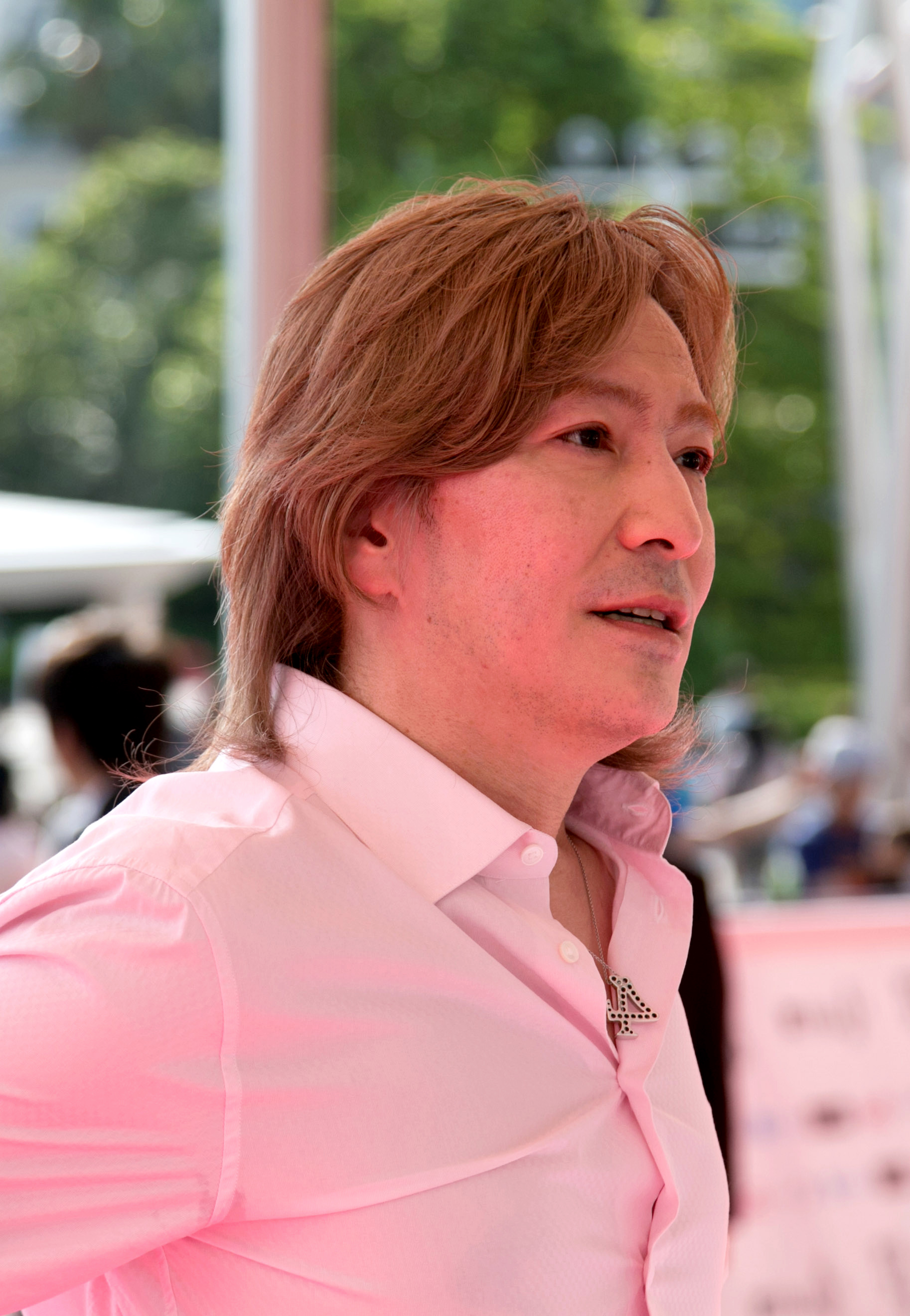
Tetsuya Komuro war als Produzent ihr Wegbegleiter in den ersten Jahren und produzierte ihre ersten vier Studioalben, die enorme Erfolge in Japan wurden.

Namie Amuros erste Solo-Single bei Avex Trax „Body Feels Exit“ erschien im Oktober 1995 und war ebenfalls ein Erfolg. Es war ihre erste Zusammenarbeit mit Tetsuya Komuro, der in Japan der 90er Jahre als populärster Produzent gefeiert wurde. In den folgenden Jahren arbeitete sie fast durchgehend mit ihm zusammen. Im Dezember desselben Jahres veröffentlichte sie ihre Single „Chase the Chance“, die sich über eine Million Mal verkaufen konnte und zudem ihr erster Nummer-eins-Hit wurde.
Die folgenden Singles im Jahr 1996 „Don’t Wanna Cry“ (März) und „You’re My Sunshine“ (Juni) konnten ebenfalls an die Erfolge von „Chase the Chance“ anknüpfen; hiermit hatte sie drei Nummer-eins-Hits in chronologischer Reihenfolge. Das erste Studioalbum Sweet 19 Blues, veröffentlicht im Juli desselben Jahres, verkaufte sich allein in Japan mehr als 3,7 Millionen Mal und galt damit zur Veröffentlichungszeit als erfolgreichstes Studioalbum überhaupt in Japan. Ungewöhnlich für den japanischen Musikmarkt, veröffentlichte sie nach dem Studioalbum eine Singleauskopplung daraus, welche der gleichnamige Titel „Sweet 19 Blues“ war. Die Single war trotz der Bekanntheit aus dem Studioalbum ein Erfolg mit einer Platzierung von #2 in den wöchentlichen Oricon-Charts und mehr als 450.000 verkauften Einheiten. Im November veröffentlichte sie schließlich ihre nächste Single „A Walk in the Park“, mit der sie mit den Arbeiten an ihrem folgen Studioalbum begann. Die Single wurde ihr vierter Nummer-eins-Hit und konnte sich mehr als eine Million Mal verkaufen. Im selben Jahr wurde sie dazu als jüngste Musikerin in der Geschichte mit dem Japan Record Awards Committee’s Best Artist Prize ausgezeichnet, weil sie in einem Jahr mehr als zehn Millionen CDs verkauft hatte.
Sie gewann den gleichen Preis auch im folgenden Jahr 1997, ebenso wie den Best Single Award für „Can You Celebrate?“. Ihre erfolgreichste Single „Can You Celebrate?“ (Februar 1997) steht unter anderem auf der Hitliste der meistverkauften Singles der japanischen Musikgeschichte auf Platz 14 und ist die meistverkaufte Single einer weiblichen Künstlerin in Japan mit mehr als zwei Millionen verkauften Einheiten. „How to Be a Girl“, als Single erschienen im Mai 1997, gilt als prototypischer J-Pop-Song aus der Zeit vor der Jahrtausendwende. Folgend im Juli 1997 veröffentlichte sie ihr zweites Studioalbum bei Avex Trax mit dem Titel „Concentration 20“, das abgesehen vom Erreichen der Höchstpositionierung in den wöchentlichen Oricon-Charts, sich fast zwei Millionen Mal verkaufen konnte. Um für das Studioalbum zu werben, ging sie zusätzlich auf eine Tournee mit dem Titel „Namie Amuro Summer Stage '97 Concentration 20“, bei der sie die Dome-Stadien in Japan besuchte und ein kommerzieller Erfolg wurde. Zudem gab sie im Alter von 20 Jahren ihre Beziehung zu Sam (Masaharu Maruyama) – aus der Musikgruppe TRF, die damals ebenso enorm erfolgreich war – bekannt und sagte dazu, dass sie schwanger sei und ihn heiraten werde. In den folgenden Jahren galt das Ehepaar durch die Medien beworben als Rollenmodell für Ehen in Japan, da Namie junge Mädchen beeinflusste und diese sehr wichtig für die japanische Demografie sind, da die Geburtenrate sank und über ihr Idol Namie die Mädchen zu Kinderwünschen überzeugt werden könnten. Sam trat zudem in einer Kampagne der japanischen Regierung auf, das Verantwortungsbewusstsein junger Väter in Japan motiviert zu verstärken. Mit der Verkündung der Ehe, verkündete sie aufgrund der bevorstehenden Mutterschaftspause auch eine Pause von der Musikindustrie an. Einen Monat nach Verkündigung, im November, veröffentlichte sie ihre 9. Single „Dreaming I Was Dreaming“, die in ihrer Diskografie erstmals auf keinem Studioalbum, aber später auf einer Kompilation ihren Platz fand. Trotz der Höchstplatzierung verkaufte sich diese Single mehr als 550.000-mal, damit weiterhin enorm erfolgreich, aber nicht anknüpfend an ihre vergangenen Erfolge. Ihre „Namie Amuro Summer Stage '97 Concentration 20“-Tournee wurde schließlich im Dezember desselben Jahres mit dem Titel „Namie Amuro Concentration 20 Live in Tokyo Dome“ im LD- und VHS-Format veröffentlicht. Zum Abschluss des Jahres veröffentlichte sie am 25. Dezember eine CD-Maxi-Single zu ihrer Hitsingle „Can You Celebrate?“, die auch in diesem Format die Höchstplatzierung erreichen konnte. Ihren letzten Auftritt vor der Mutterschaftspause gab sie auf dem 48. Kōhaku Uta Gassen am 31. Dezember 1997, bei dem sie ihren Hit „Can You Celebrate?“ sang und im Anschluss in die Mutterschaftspause verabschiedet wurde.
Das mediale Aufsehen nutzte man wohl aus, um am 28. Januar 1998 ihre erste Kompilation mit dem Titel „181920“ als Solokünstlerin zu veröffentlichen. Mit der Höchstplatzierung verkaufte es sich zudem mehr als 1,5 Millionen Mal und wurde das 11. meistverkaufte Album in Japan für 1998. Am 19. Mai 1998 brachte Namie Amuro ihren Sohn Haruto zur Welt. Während der Zeit der Schwangerschaft, wuchs der japanische Absatzmarkt für CDs rasanter und immer mehr Künstler debütierten, die in Japan als Idole vermarktet wurden, was dazu führte, dass sie in der Zeit um die Jahrtausendwende von Ayumi Hamasaki mit dem Titel für die Pop-Queen Japans „abgelöst“ wurde. Am 23. Dezember 1998 veröffentlichte sie ihre Comeback-Single I Have Never Seen und ihr offizielles Comeback gab sie folgend am 31. Dezember desselben Jahres auf der 49. Kōhaku Uta Gassen, bei dem sie im Vorjahr in die Mutterschaftspause verabschiedet wurde und auch bei dieser Veranstaltung das Lied „Can You Celebrate?“ sang. Sie konnte jedoch kaum singen, da sie wegen des Beifalls in Tränen ausbrach.

### 1999 bis 2001: Tragisches Unglück, in Richtung R&B,Genius 2000undBreak the Rules
Ihre nächste Single Respect the Power of Love veröffentlichte sie am 17. März 1999. In Okinawa publizierten lokale Nachrichten am selben Tag, dass ihre Mutter Emiko in Okinawa ermordet worden sei. Die Mutter war mit ihrem zweiten Ehemann von ihrem Schwager erster Ehe, Kenji Taira, mit einer Axt erschlagen worden. Während der Ehemann mit schweren Verletzungen überlebte, starb Emiko gegen Mittag des 17. März’. Kenji wurde später tot in seinem Auto aufgefunden; er konsumierte Insektizid. Namie Amuro brach alle Musikpromotionen ab und flog nach Okinawa, um den Leichnam ihrer Mutter Emiko zu identifizieren. Eine Woche später debütierte die Single auf #2 der wöchentlichen Oricon-Charts, wobei die Höchstplatzierung an die, aus verschiedenen Künstlern bestehend, kollaborative Single „Dango San Kyōdai“ ging, die in Japan zu einer der meistverkauften Singles aller Zeiten wurde. Die zwölfte Single folgte am 7. Juli 1999, hieß Toi et Moi (fr. für Du und ich) und wurde als Titellied für den Film Pokémon 2 – Die Macht des Einzelnen verwendet. Gerüchten zufolge wollte sie die Single nicht veröffentlichen, da sie nicht an deren Erfolg glaubte; andererseits wird spekuliert, dass sie die Single aufgrund des Verlusts ihrer Mutter nicht veröffentlichen wollte, daher gab es auch kein Musikvideo zum Titel. Sie änderte nun ihren Musikstil und wandte sich stärker in Richtung R&B mit ihrer ersten Single mit dem US-amerikanischen Produzenten Dallas Austin, die sich „Something 'Bout the Kiss“ nannte. Die Single war ein Erfolg und debütierte auf #3 der Oricon-Charts und verkaufte sich fast 400.000-mal.
Zum 1. Januar 2000 veröffentlichte sie ihre nächste Single „Love 2000“, bei der die B-Seite „Asking Why“ ihr erstes Lied war, das sie unter dem Pseudonym Nico (Eigenschreibweise: NICO) selber geschrieben hat. Dallas produzierte auch gemeinsam mit Tetsuya Komuro ihr drittes Studioalbum „Genius 2000“, welches im Januar 2000 veröffentlicht wurde. Das Studioalbum debütierte auf der Höchstplatzierung und verkaufte sich mehr als 800.000-mal, war somit aber ihr erstes Studioalbum, das nicht die Millionenmarke brechen konnte. Um für das Album zu werben, ging sie in der ersten Hälfte des Jahres auf eine Tournee. Nach der Tournee veröffentlichte sie im Juli desselben Jahres ihre 15. Single „Never End“, welche mit #2 sich fast 650.000 verkaufen konnte. Das Lied war das offizielle Titellied zum G8-Gipfel in Okinawa 2000. Keizō Obuchi, der damalige Premierminister, gab das Lied in Auftrag; so fragte er Tetsuya Komuro, ob er ein Lied mit einer Botschaft von einer Vision der Harmonie und Interaktion in der Welt des 21. Jahrhunderts schreiben könnte. Auf Anfrage des Premierministers, sang Namie das Lied schließlich auch beim G8-Gipfel vor laufenden Kameras. Im Oktober des Jahres veröffentlichte sie ihre 16. Single „Please Smile Again“, die zuvor als „Think of Me / No More Tears“ angekündigt war, wobei die erste Ankündigung später veröffentlicht wurde. Später im Dezember veröffentlichte sie ihr viertes Studioalbum „Break the Rules“. Es war ihr erstes Studioalbum, das #2 in den wöchentlichen Oricon-Charts erreichte und somit nicht die Höchstplatzierung belegen konnte. Insgesamt verkaufte sich das Studioalbum 335.000-mal. Nach dieser Veröffentlichung vermerkte man einen starken Rückgang ihrer Verkaufszahlen, die sie trotz hoher Verkaufszahlen, nicht mehr unter den Bestsellern Japans stehen ließen.
Im Januar 2001 veröffentlichte sie schließlich ihre Single „Think of Me / No More Tears“, die bereits 2000 erscheinen sollte. Mit einem Rang von #7 in den Oricon-Charts, war dies ihre erste Single, die nicht die Top 5 erreichte. Die Single verkaufte sich etwas mehr wie 100.000-mal; hinzugefügt sei aber, dass es sich hierbei um eine Singleauskopplung von ihrem Studioalbum „Break the Rules“ handelte und nachträgliche Singleauskopplungen für den japanischen Musikmarkt ungewöhnlich sind, da diese meistens keine neuen Inhalte bieten. Auf dieser Single fand man jedoch noch eine zuvor unveröffentlichte B-Seite mit dem Titel „I to You“. Von März bis Mai desselben Jahres ging sie um für ihr Studioalbum „Break the Rules“ zu werben, auf eine Tournee mit dem Titel „Namie Amuro Tour 2001: Break the Rules“. Bei der Single „Say the Word“, die sie im August veröffentlichte, schrieb sie zum ersten Mal unter ihrem künstlerischen Namen den Liedtext selber. Diese Single war auch vorerst die letzte Zusammenarbeit mit dem Produzenten Tetsuya Komuro. Das Lied wurde in seiner Originalversion bisher nie auf einem Album veröffentlicht. Gegen Ende 2001 arbeitete sie mit dem Rapper Verbal von M-Flo zusammen, um das Lied Lovin' It zu veröffentlichen. Es wurde im Rahmen des Song+Nation-Projektes als Single für wohltätige Zwecke veröffentlicht, deren Einnahmen den Opfern des Terroranschlags vom 11. September 2001 in den USA zugutekommen sollten.

### 2002 bis 2006: Sinkende Verkaufszahlen, Markt außerhalb Japans,StyleundQueen of Hip-Pop
Ihre Single „I Will“, die sie auch selbst schrieb, veröffentlichte sie im Februar 2002. In einem Interview kommentierte sie, dass sie hierbei ihre Gefühle zum Ausdruck brachte, die sie seit ihrer Mutterrolle entwickelt habe. Die Single verfehlte jedoch knapp mit 95.000 verkauften Einheiten die 100.000-Verkaufsmarke und war damit ihre erste Single, die sich nicht mehr wie 100.000-mal verkaufen konnte. Einen Monat später, im März, folgte ihr zweites Kompilationsalbum mit dem Titel „Love Enhanced Single Collection“, das über Neuauflagen von Elf Liedern und der Kollaboration „Lovin’ It“ verfügt. Hierbei findet auch die Single „Say the Word“ ihren Platz, jedoch als New Arrangement-Version. Mit mehr als 300.000 verkauften Einheiten debütierte die Kompilation auf #3 der Charts. Trotz der hohen Verkaufszahlen, waren die Verkaufszahlen nicht die Hälfte ihrer vorherigen Kompilation „181920“. Im Juli 2002 wurde die Scheidung von Maruyama bekanntgegeben, womit sie auch ihren amtlichen Nachnamen von Maruyama zu Amuro zurückwechselte. Als Grund gab man unvereinbare Unterschiede an, laut Berichten aber, gab es persönliche „Kämpfe“ mit der Familie Maruyamas. Am 11. September 2002 veröffentlichte sie ihre Single „Wishing on the Same Star“, die von Diane Warren geschrieben wurde und im Original von Keedy, im Jahr 1991, gesungen worden war. Somit war das Lied ein Sample, da der Text in die japanische Sprache umstrukturiert wurde. Jedoch konnte die Single ein weiteres Mal nicht die Verkaufsmarke von 100.000 brechen, verkaufte sich aber etwas mehr wie „I Will“. The Times begründete ihren Rückgang in der Popularität mit ihren persönlichen Problemen, die durch die japanischen Medien publiziert und wahrscheinlich negativ aufgenommen wurden. Außerdem kamen neue musikalische Größen wie Ayumi Hamasaki und Hikaru Utada auf den japanischen Musikmarkt, die sie während ihrer Mutterschaftspause „ablösten“. In einem Interview mit The Times aus dem Jahr 2005 erklärte sie, dass ihre Popularität 2002 einstürzte, selbst ihre engsten Freunde dies als ihr Ende der Popularität sahen und sie gar nicht versuchte Werbung für sich in der Öffentlichkeit zu machen. Des Weiteren sagte sie auch, dass es für sie eine Herausforderung war, damit nicht mit ihren Fans zu spielen. Schließlich ging sie im Dezember 2002 einen neuen Weg, wo sie sich als Gesicht des Projekts „Suite Chic“ kollaborativ mit verschiedenen Künstlern wie beispielsweise Verbal und Zeebra, vollständig dem R&B-Genre zuwandte. Das Projekt veröffentlichte zwei Singles, zwei Alben und ein Video, bevor es sich 2003 auflöste.
Ab 2003 veröffentlichte sie wieder neue Singles unter ihrem eigenen Namen, darunter „Shine More“ (März), „Put ’Em Up“ (Juli) und „So Crazy / Come“ (Oktober). Alle wurden von Dallas Austin produziert und können ebenfalls dem R&B-Genre zugerechnet werden. Bei dem Lied So Crazy schrieb unter anderem die Musikgruppe Full Force mit. Das Lied „Come“ wurde zudem als Titellied für die Episoden 128-146 von Inu Yasha verwendet und ist eine japanische Version zu Sophie Monks „Come My Way“. Diese drei Singles verkauften sich im Bereich zwischen 40.000 und 55.000 Einheiten. Zum Jahresende hin, im Dezember, veröffentlichte sie ihr fünftes Studioalbum Style, das sich bis zu 222.000-mal verkaufen konnte und auf Platz 4 der Oricon-Charts einstieg. Somit ist es bis heute (März 2018) ihr Studioalbum, dass sich am wenigsten verkaufen konnte. In Südkorea stieg das Album auf Platz 10 ein und konnte sich dort bis zu 7.000-mal verkaufen. Es war ihr erstes Studioalbum, das sie seit drei Jahren veröffentlichte und um für das Studioalbum zu werben, ging sie bereits am 29. November des Jahres, vor der Veröffentlichung von „Style“, auf eine weitere Tournee mit dem Titel „Namie Amuro So Crazy Tour Featuring Best Singles 2003-2004“.
Während der Tournee veröffentlichte sie am 17. März 2004 ihre 24. Single mit dem Titel „Alarm“, bei der zuvor die B-Seite „Strobe“ als Titellied veröffentlicht werden sollte und der Titel „Alarm“ ursprünglich als Demo „Clock“ hieß. Dies ist ihre einzige Single, die nicht die Top 10 erreichen konnte, da die Single auf #11 der Oricon-Charts debütierte. Im Rahmen der Ankündigung ihres Ruhestands im Jahr 2017, starteten Fans daraufhin das „Alarm“-Kaufprojekt, bei dem sie in sozialen Netzwerken beworben, in der Woche vom 13. November bis zum 19. November 2017, die Single kauften und versuchten in die Top 10 zu befördern. Dies funktionierte jedoch nicht, denn die Single landete auf dem 14. Platz der wöchentlichen Oricon-Charts für diese Woche. Nach der Tournee im April des Jahres, fügte man weitere Daten im Ausland hinzu; so gab sie weitere Konzerte in Südkorea und Taiwan. Im Juli des Jahres veröffentlichte sie auch schon die nächste Single mit dem Titel „All for You“, die sich mehr als 100.000-mal verkaufen konnte und einen Anstieg in ihren Verkaufszahlen darstellte. Das Lied wurde als Titellied für das Dorama „Kimi ga Omoide ni Naru no Mai ni“ verwendet. Hiermit wurden auch die Arbeiten an ihrem folgenden Studioalbum bekanntgegeben. Es folgte die nächste Single „Girl Talk / The Speed Star“ im Oktober des Jahres, die sich zwar etwas weniger als die vorherige Single verkaufte, dafür aber auch mehr als 100.000 Einheiten absetzen konnte und zudem #2 in den wöchentlichen Oricon-Charts belegte – damit war die Single ihr erster Top-drei-Einstieg in zwei Jahren. Sie entschied außerdem, dass sie zum Jahresende beim Kōhaku Uta Gassen nicht auftreten werde, obwohl sie eine Einladung bekommen hatte. Zuvor trat sie neun Jahre in chronologischer Reihenfolge dort auf.

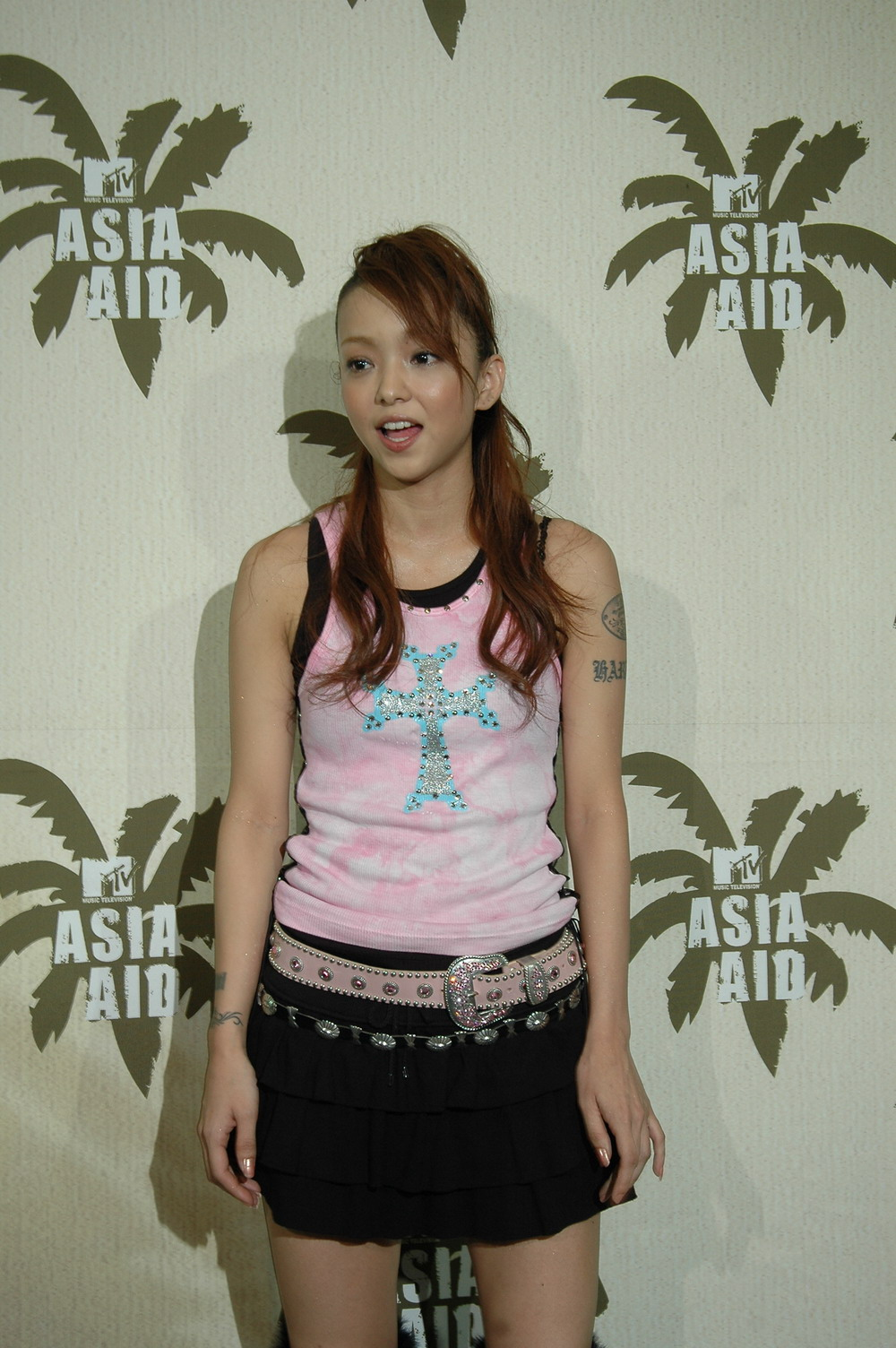
Namie Amuro auf dem roten Teppich der MTV Asia Aid

Wegen des Erdbebens im Indischen Ozean 2004 nahm sie als einzige japanische Künstlerin am MTV Asia Aid im Februar 2005 teil. Sie spendete ¥10 Millionen (ca. 76.000 €) an UNICEF für die betroffenen Kinder der Katastrophe. Auch ihre im April des Jahres gefolgte Single „Want Me, Want Me“ stieg auf #2 der Oricon-Charts ein. Im folgenden Monat wurde bekannt, dass sie das komplette Sorgerecht für ihren Sohn Haruto zurückerlangen werde, das sie zuvor aus persönlichen Gründen ihrem ehemaligen Ehemann Sam übergeben hatte. Im August wurde ihr schließlich das komplette Sorgerecht mit Besuchsrechten von ihrem ehemaligen Ehemann gewährt. Zuvor trat sie am 28. Mai des Jahres bei den MTV Video Music Awards Japan zum vierten Mal in chronologischer Reihenfolge auf und wurde mit den Titeln „Best R&B Video“ und „Most Impressive Performing Asian Artist“ ausgezeichnet, was sie außerdem zur ersten Künstlerin macht, die bei dieser Veranstaltung in vier chronologischen Jahren mindestens einen Preis gewann. Ihr siebtes Studioalbum „Queen of Hip-Pop“ wurde im Juli 2005 veröffentlicht, wobei in Kollaboration mit MGM wurde der Pink-Panther-Charakter für die Ära des Studioalbums verwendet; eine weibliche Version wurde außerdem auch für die Ära erstellt. Queen of Hip-Pop war für Namie erstmals wieder ein riesiger Erfolg und verkaufte sich mit einer Platzierung von #2 in den wöchentlichen Oricon-Charts, mehr als 450.000-mal in Japan. Ab 1. September des Jahres ging sie anschließend auf die dazugehörige Tournee mit dem Titel „Space of Hip-Pop: Namie Amuro Tour 2005“, die bis zum 24. Dezember desselben Jahres ging. Kurz nach Beginn der Tournee äußerte sie sich, dass sie zur japanischen Veröffentlichung des Films Sin City beitragen und ein Titellied für veröffentlichen werde. Nachdem sie den Film gesehen hatte, machte sie dem japanischen Distributionsunternehmen ein Angebot, das Titellied für zu singen, wobei das Unternehmen ihre Reputation zum Film als passend empfand und das Angebot annahm. Somit war das daraus entsprungene Lied „Violet Sauce“ als B-Seite der folgenden Single „White Light / Violet Sauce“ im November des Jahres veröffentlicht worden. Die Single wurde ein mäßiger Erfolg und landete auf #7 der Charts. Der Regisseur des Films, Robert Rodriguez, war beeindruckt von „Violet Sauce“ und wollte Teil des Liedes sein, weswegen man ihn am Ende des Liedes mit den Worten „Welcome to Sin City“ hören kann. Zum Abschluss des Jahres veröffentlichte sie im Dezember eine Musikvideokompilation mit dem Titel „Filmography 2001-2005“.
Im Februar 2006 kollaborierte sie mit Ai, Mummy-D und Zeebra auf Zeebras Studioalbum „The New Beginning“ mit dem Titel „Do What U Gotta Do“, wobei dieses Lied für mehr als 100.000 legale Downloads mit Gold ausgezeichnet wurde. Es folgte am 17. Mai des Jahres die Single „Can’t Eat, Can’t Sleep, I’m Sick / Ningyō“ (人魚), die #2 in den wöchentlichen Oricon-Charts erreichen konnte. Bei „Ningyō“ handelt es sich erstmals um einen Titel in ihrer Diskografie, der mit japanischen Schriftzeichen geschrieben wurde. Im August des Jahres startete sie eine weitere Tournee mit dem Titel „Namie Amuro Best Tour "Live Style 2006"“. Am 17. September trat sie unter anderem vor 12.000 Menschen im Kokuritsu Yoyogi Kyōgijō in Tokio auf.

### 2007 bis 2009: Wiedererlangte Popularität,Play,Best FictionundPast < Future
Ihre 30. Single „Baby Don’t Cry“, die ein großer Erfolg wurde, veröffentlichte sie am 24. Januar 2007 und wurde als Titellied für das Dorama „Himitsu no Hanazono“ verwendet. Die Single erreichte #3 in den wöchentlichen Oricon-Single-Charts, konnte sich mehr als 140.000-mal verkaufen und war damit ihre meistverkaufte Single seit „Say the Word“ im Jahr 2001. Außerdem konnte sich der Klingelton des Liedes mehr als eine Million Mal legal herunterladen, was ihr zuletzt mit „How to Be a Girl“ (1997) gelang. Dementsprechend wurde die Single für die Klingeltöne mit „Million“ von der RIAJ ausgezeichnet. Außerdem brach sie mit dieser Single einen Rekord, den Kyōko Koizumi und Shizuka Kudō hielten, denn sie hat hiermit 13 Jahre lang in chronologischer Reihenfolge mindestens einen Top-10-Hit veröffentlicht, was in Japan keinem Künstler zuvor gelang. Ende März des Jahres kollaborierte sie ein weiteres Mal mit M-Flo und nahm den Titel „Luvotomy“ auf, der auf dem Studioalbum „Cosmicolor“ der Musikgruppe vertreten ist. Schon am 4. April folgte die nächste Single mit dem Titel „Funky Town“, die ebenfalls auf #3 der Charts einstieg und verkaufstechnisch ein mäßiger Erfolg wurde, aber mehr als 500.000 Klingeltöne absetzen konnte. Ihr achtes Studioalbum „Play“ wurde am 27. Juni des Jahres veröffentlicht und erreichte die Höchstplatzierung in den wöchentlichen Oricon-Charts, was ihr zuletzt mit dem Studioalbum „Genius 2000“ (2000) gelang. Es ist außerdem ihr viertes Studioalbum, das die Höchstplatzierung erreichen und sich für zwei aufeinanderfolgenden Wochen auf der Höchstplatzierung halten konnte. Für das Album, das unter anderem auch ein rockiges Lied „It’s All About You“ enthält, wurde Amuro ein Stilwandel zugeschrieben. Das Lied „Top Secret“ daraus wurde außerdem als Titellied für die zweite Staffel der Serie Prison Break in Japan verwendet. Vom 18. August bis zum 27. Februar 2008, absolvierte sie ihre Tournee unter dem Namen „Namie Amuro Play Tour 2007–2008“ und gab dabei 65 Konzerte. Ursprünglich waren 53 Konzerte geplant, aufgrund der Nachfrage wurden jedoch zwölf weitere Termine hinzugefügt. Die Tour war bis dato somit ihre längste und die mit den meisten Konzerten.

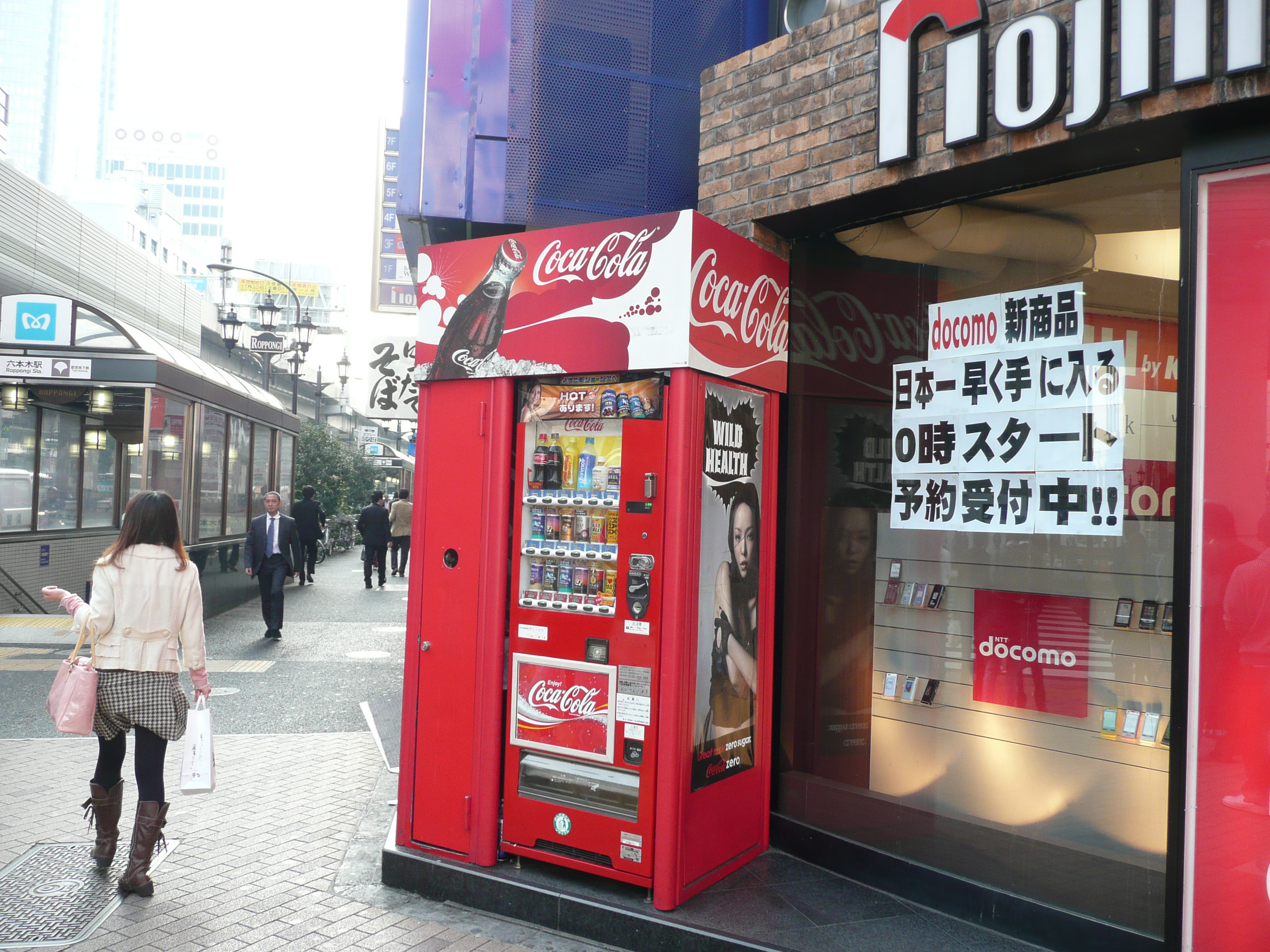
Nach der Veröffentlichung von „Play“, stiegen Amuros Werbeverträge an; hier sieht man beispielsweise Amuro in der „Wild Health“-Kampagne von Coca-Cola auf einem Verkaufsautomaten.

Namie Amuro veröffentlichte am 12. März 2008 eine weitere Single, die für die Vidal-Sassoon-Kampagne Fashion x Music x VS warb. Die Single heißt „60s 70s 80s“ und beinhaltete die drei an den Jahrzehnten orientierten Lieder „New Look“, „Rock Steady“ und „What a Feeling“. Diese Lieder sind Samples zu erfolgreichen Liedern, die jeweils in den titelgebenden Jahrzehnten erschienen sind. Die Single debütierte in der ersten Verkaufswoche auf Platz 2 der wöchentlichen Oricon-Charts und konnte sich fast 115.000-mal verkaufen. In der zweiten Verkaufswoche kletterte die Single schließlich an die Spitze der Charts. Dadurch wurde sie zu Amuros erster Hitsingle seit „I Have Never Seen“, die sie zu diesem Zeitpunkt vor neun Jahren veröffentlicht hatte. Oricon gab an, dass sich die Single fast 300.000-mal verkauft hat und damit die einzige Single einer weiblichen Künstlerin war, die in den jährlichen Top 30 für Singles im Jahr 2008 in Japan gelistet war, was über ihre wiedererlangte Popularität sprechen lässt. Mit der Sängerin Double kollaborierte Amuro für Doubles Kompilation „The Best Collaborations“ und nahm den Titel „Black Diamond“ auf. Für die alljährliche A-Nation nahm Amuro erstmals am 26. Juli des Jahres an der Veranstaltung teil und trat vor geschätzt 25.000 Menschen auf. Abgesehen von den Fernsehauftritten, war dies das erste Mal seit sieben Jahren, dass sie eingeladen wurde, bei einer Veranstaltung aufzutreten. Im Anschluss an die Single „60s 70s 80s“, veröffentlichte sie das dritte Kompilationsalbum „Best Fiction“ am 30. Juli desselben Jahres. Es beinhaltet alle ihre Singles, die seit „Wishing on the Same Star“ (2002) bis „60s 70s 80s“ (2008) veröffentlicht wurden. Außerdem gab es zwei neue Lieder mit den Titeln „Do Me More“ und „Sexy Girl“. Das Lied „Do Me More“ war auch Teil einer Vidal-Sassoon-Kampagne, wogegen „Sexy Girl“ als Titellied für die Serie „Otome no Punch“ verwendet wurde. In der ersten Verkaufswoche setzte sich die Kompilation fast 700.000-mal ab und debütierte auf Platz 1 der wöchentlichen Oricon-Charts. Nach der dritten Verkaufswoche brach die Kompilation die Millionen-Marke, außerdem hielt sie sich sechs aufeinanderfolgende Wochen auf der Höchstplatzierung. Bis zu diesem Zeitpunkt hatte dies bisher nur die Gruppe Dreams Come True mit ihrem im Jahr 1993 veröffentlichten Album „Magic“ geschafft. Amuro wurde damit die erste japanische Künstlerin, die über drei Lebensdekaden mindestens ein Album über eine Million Mal verkaufen konnte. Die Kompilation war auf Platz 2 der jährlichen Oricon-Charts für 2008, direkt hinter Exiles Album „Exile Love“. Mit der Kompilation erreichte sie auch den zweiten Platz in den jährlichen iTunes-Charts für 2008 in Japan, hinter Hikaru Utada mit ihrem Studioalbum „Heart Station“. Hinzufügend wurde die Kompilation mit dem Preis in der Kategorie „bestes Album des Jahres“ bei den 50. Japan Record Awards ausgezeichnet. Als Werbemaßnahme ging sie ab Oktober des Jahres auf eine weitere Tournee mit dem Titel „Namie Amuro Best Fiction Tour 2008-2009“, die am 25. Oktober des Jahres in der Makuhari Messe startete und bis Ende Mai 2009 ging. Sie wurde auch dieses Jahr zum 59. Kōhaku Uta Gassen eingeladen, lehnte die Einladung jedoch ab.
Eine weitere Werbung mit Amuro für Vidal Sassoon, wurde am 20. Januar 2009 ausgestrahlt, bei der ein neues Lied mit dem Titel „Dr.“ erstmals abgespielt wurde. Das Lied war Teil der im März desselben Jahres veröffentlichten Single „Wild / Dr.“, die die Höchstplatzierung erreichen und sich mehr als 100.000-mal verkaufen konnte. Damit brach sie ihren eigenen Rekord und konnte in 15 Jahren mit jeder Single mindestens für einen Tag je Single die Top-10 in den täglichen Oricon-Charts erreichen. Mit dem Lied „Wild“ warb sie für Coca-Cola Zero Sugar in der Kampagne „Wild Health“. Einen Monat später, veröffentlichte die Musikgruppe Ravex das Debütalbum „Trax“, bei dem Amuro den Titel „Rock U“ sang. Für eine weitere Vidal Sassoon Kampagne mit Amuro, wurde am 1. Oktober des Jahres zwei neue Werbungen ausgestrahlt, die zu diesem Zeitpunkt die unveröffentlichten Lieder „Copy That“ und „My Love“ abspielten. Veröffentlicht wurden diese zwei Lieder anschließend am 16. Dezember 2009 auf dem neunten Studioalbum „Past < Future“. Das Album wurde ihr sechstes Studioalbum, das die Höchstplatzierung erreichen konnte und außerdem verkaufte es sich mit mehr als 575.000 verkauften Einheiten etwas mehr wie ihr Studioalbum „Play“ aus dem Jahr 2007.

### 2010 bis 2012:Checkmate!,Uncontrolledund20th Anniversary
Im April 2010 gab man Tourdaten für eine neun Monate lange Tournee bekannt, die in 26 Städten veranstaltet wurde. Sie nahm am 18. Mai des Jahres bei den World Music Awards in Monaco den Preis in der originalen Kategorie Best Artist from Asia von Paris Hilton entgegen. Dies machte sie zur ersten weiblichen Solo-Künstlerin Asiens, die dies geschafft hat. Sie ist damit die zweite japanische Frau, nach Chage and Aska (als Musikgruppe gewonnen), die den Preis erhalten durfte. Amuro trat mit Hide and Seek aus ihrem Album Play bei dieser Veranstaltung auf. Zwei Monate später veröffentlichte sie am 28. Juli ihre nächste Single „Break It / Get Myself Back“.
Für die Opfer des Tōhoku-Erdbeben 2011 spendete Namie 50 Millionen Yen. Es wurde auch spekuliert, dass sie für die Reparaturen am Kernkraftwerk Fukushima Daini gespendet haben soll. Am 27. April 2011 veröffentlichte sie ihr erstes Kooperationsalbum unter dem Titel „Checkmate!“. Das Album beinhaltet neun Kollaborationen, die in der Zeit von 2003 bis 2011 aufgenommen wurden. Hierzu zählen aufgrund ihrer Popularität nennenswerte Lieder wie beispielsweise „Do What U Gotta Do“, „Luvotomy“, „Black Diamond“, „Rock U“ und „Fake“. Außerdem gab es vier neue Titel; „Wonder Woman“, eine Zusammenarbeit mit Ai und Anna Tsuchiya, „Make It Happen“ mit Afterschool, „Unusual“ mit Yamashita Tomohisa und „#1“ mit Kawabata Kaname (aus der Musikgruppe Chemistry). Ursprünglich wurde der 23. März 2011 als Veröffentlichungstermin offiziell verkündet, aber dieser wurde aufgrund des Tōhoku-Erdbebens 2011 in den April des Jahres verschoben. Während ihrer Tournee „Live Style 2011“, wurden zwei zuvor unveröffentlichte Lieder vorgestellt; „Arigatou: Thank the World for Love… Gift Song for 2011“ und „Higher“. Das Lied „Higher“ sollte für eine neue Werbung der Coke-Zero-Kampagne als Titellied verwendet werden, wurde aber nie ausgestrahlt. Ihr Lied „Arigatou“ wurde später in einer A-cappella-Version als Titellied für eine Kose-Esprique-Kampagne verwendet. Im Juli veröffentlichte sie anschließend ihre Single „Naked / Fight Together / Tempest“, wobei das Lied „Fight Together“ als Titellied für die Episoden 493 bis 516 zum Anime One Piece verwendet wurde. Am 16. November eröffnete man ihren offiziellen YouTube-Kanal, der seither Aufmerksamkeit von Fans aus der ganzen Welt bekommt. Die folgende Single „Sit! Stay! Wait! Down! / Love Story“ wurde am 7. Dezember des Jahres veröffentlicht. Hierbei gewann das Lied „Love Story“ stark an Aufmerksamkeit, denn während es als ihre erfolgreichste Ballade in den 2010ern beschrieben wird, konnte es sich mehr als eine Million Mal legal herunterladen und auch eine Million Klingeltöne dazu verkaufen. Das Lied wurde als Titellied für das Dorama „Watashi ga Renai Dekinai Riyū“ verwendet. Außerdem veröffentlichte sie am 21. Dezember 2011 ihr ihre „Live Style 2011“-Tournee mit dem Titel „Namie Amuro: Live Style 2011“ im DVD- und BD-Format.
Am 21. März 2012 wurde ihre 37. Single „Go Round / Yeah-Oh“ veröffentlicht. Später im Juni desselben Jahres veröffentlichte Amuro ihr zehntes Studioalbum „Uncontrolled“. Dieses Album hielt sich in chronologischer Reihenfolge drei Wochen lang auf der Höchstplatzierung und war somit ihr einziges Studioalbum, das dies geschafft hat. Es war ihr zehntes Album, das die Höchstplatzierung erreichen konnte und zudem mit mehr als 517.000 verkauften Einheiten auf Platz 11 der meistverkauften Alben in Japan für 2012 ist. Für den 16. September war ein Konzert in ihrer Heimatstadt Okinawa geplant, um ihr 20-jähriges Bühnenbestehen zu zelebrieren. Dieses Konzert sollte vor 27.000 Zuschauern stattfinden und zudem ihr erstes mit Gastkünstlern werden. Wegen einer Taifunwarnung und den starken Niederschlägen in Okinawa jedoch, wurde das Konzert aus Sicherheitsgründen abgesagt. Ihr damaliges Management blieb auf den vollen Kosten sitzen. Kein Ersatztermin wurde geplant, da das Konzert eine spezielle Veranstaltung, an ihrem Debüttag veranstaltet, werden sollte. Sie startete daraufhin am 24. November eine weitere Tournee mit dem Titel „Namie Amuro 5 Major Domes Tour 2012: 20th Anniversary Best“, die ihre erste Dome-Tournee seit 15 Jahren darstellte. Mit einem Publikum von insgesamt 340.000 Menschen, wurde diese Tournee zu diesem Zeitpunkt die meistbesuchte Dome-Tour einer weiblichen Künstlerin in Japan.

### 2013 bis 2014:FeelundBallada

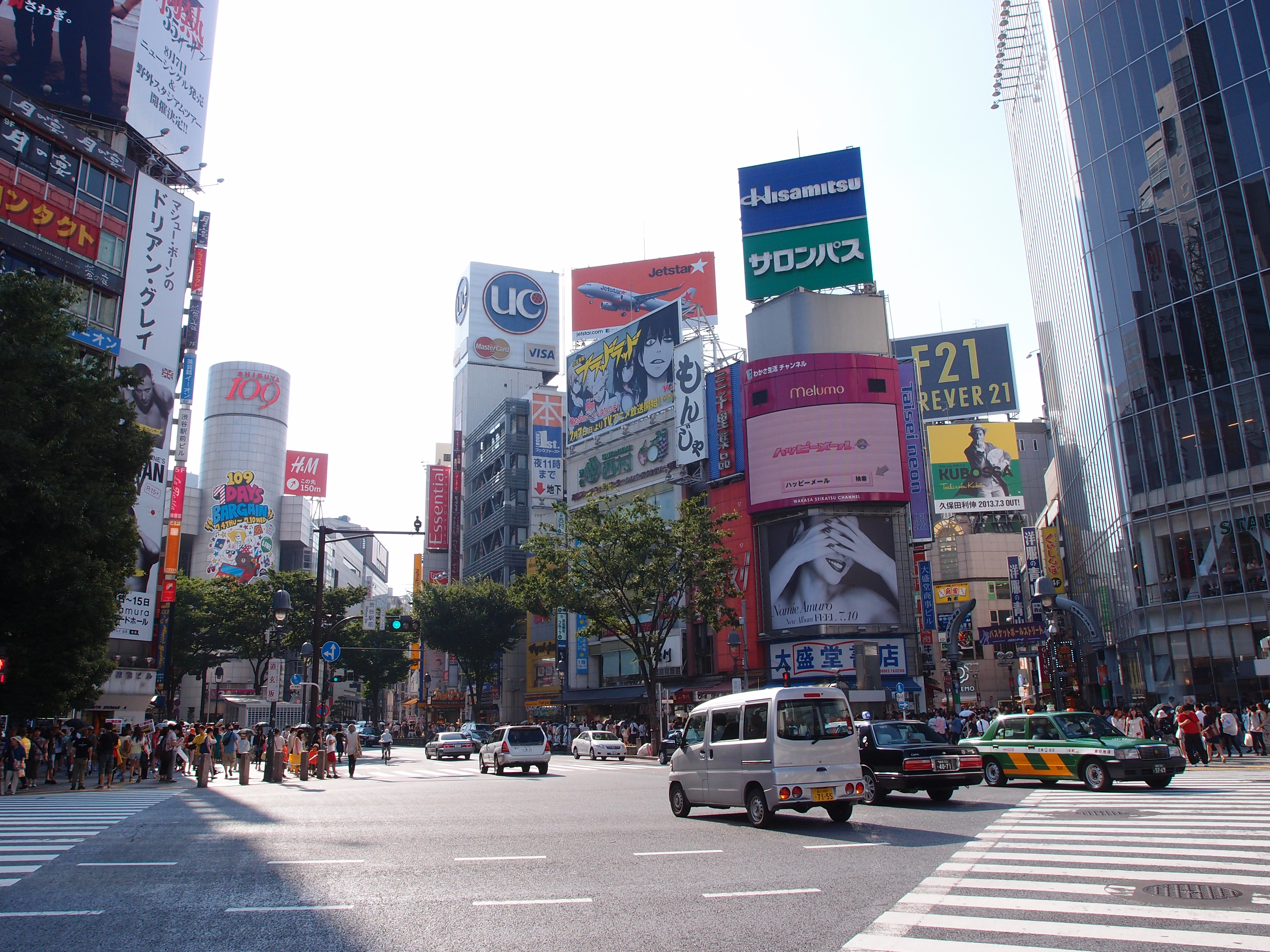
Namie Amuro auf einer Reklametafel in Shibuya, um für ihr Studioalbum „Feel“ zu werben.

Mit dem Titel „Asia Tour 2013“ ging sie in Ostasien auf Tour, wobei ihr Konzert in Singapur annulliert wurde. Als Grund gab man an, dass es Unstimmigkeiten mit dem lokalen Tour Promoter gab, später aber wurde bekannt, dass bei einer Kapazität von 12.000 nur 2.000 Tickets verkauft wurden und man eine Künstlerin wie Namie in keine „leere“ Halle stellen wolle, so hieß es. Fast genau ein Jahr nach der letzten Single veröffentlichte sie am 6. März 2013 ihre 38. Single mit dem Titel „Big Boys Cry / Beautiful“. Diese Single wurde erstmals seit „White Light / Violet Sauce“ (2005) neben einer regulären CD-Version ohne eine CD+DVD-Version veröffentlicht. Mit fast 32.000 verkauften Einheiten ist es ihre Single mit den niedrigsten Verkaufszahlen. Einen Monat später, im April, veröffentlichte sie die Download-Single zu „Contrail“, welche als Titelmelodie für das japanische Dorama „Soratobu Kōhō Shitsu“ verwendet wurde. Anschließend kündigte man für den 10. Juni des Jahres ihr zehntes Studioalbum mit dem Titel „Feel“ an. Das Album umfasst zwölf Titel, wovon „Big Boys Cry“ und „Contrail“ zuvor veröffentlicht wurden. Dazu gab es fünf neue Musikvideos, worunter auch das Musikvideo zu „Contrail“ enthalten ist. Parallel zur Album-Veröffentlichung arbeitete sie mit TLC zusammen und übernahm in einer Neuauflage von „Waterfalls“ den Gesangsteil von Lisa Lopes. Die Kollaboration erschien digital am 12. Juni des Jahres. Dazu haben TLC auch einen Gastauftritt in dem Musikvideo zu „Hands on Me“, welches ebenfalls ein Titel aus dem zehnten Studioalbum ist. Am ersten Tag verkaufte sich das Studioalbum 111.458-mal. Zudem wurde bekannt, dass sie mit dieser Veröffentlichung die erste Künstlerin sei, die beim neuen Sublabel von Avex namens Dimension Point unter Vertrag steht. Sie war in der Oktober-Ausgabe (2013) der japanischen Vogue vertreten, hierbei gab sie die Zusammenarbeit mit Gucci und Vogue Japan bekannt. Hierbei warb sie für die Herbst-Winter-Kollektion 2013/14 von Gucci. Im November 2013 brach sie die Ein-Million-Marke auf dem sozialen Netzwerk Facebook, was bis dato keinem anderen japanischen Künstler vorher gelang. Das Jahr begleitend ging sie vom 16. April bis zum 21. Dezember 2013 auf ihre „The Namie Amuro Feel Tour 2013“-Konzerttournee; hierbei feierte sie ihr 500. Konzert.
Im Januar 2014 veröffentlichte sie ihre Single „Tsuki“, die sich über 250.000-mal legal herunterladen ließ. Später im April kollaborierte sie mit dem Sänger Ken Hirai und beide veröffentlichten das Lied „Grotesque“ (グロテスク). Am 4. Juni des Jahres veröffentlichte sie schließlich ihre erste Kompilation, die sich nur auf Balladen spezialisiert hat, mit dem Titel „Ballada“. Die Titelliste der Kompilation wurde von den Fans bestimmt, indem in einer Umfrage nach ihren beliebtesten 15 Balladen gefragt wurde. Um die Kompilation noch besonderer zu gestalten, nahm sie zwei ihrer erfolgreichsten Balladen „Sweet 19 Blues“ und „Can You Celebrate?“ neu auf und gab diesen beiden Liedern jeweils ein neues Musikvideo. Hierbei orientiert sich das neue Musikvideo zu „Sweet 19 Blues“ an dem originalen Musikvideo aus dem Jahr 1996. Auch die zwei Balladen „Himawari“ und „Four Seasons“, die zuvor keine Musikvideos hatten, bekamen jeweils ein Musikvideo. Um für die Kompilation zu werben, startete man am 22. August die Tournee „Live Style 2014“ mit 36 Konzerten, die bis Dezember 2014 ging. Im November veröffentlichte man die Single „Brighter Day“. Im selben Monat kollaborierte sie mit der taiwanischen Sängerin Jolin Tsai und veröffentlichten für Tsai’s 13. Studioalbum „Pēi“ (呸, international aufgrund des Homophons auch als Play bekannt) den Titel „I’m Not Yours“, dessen Musikvideo im Februar 2015 veröffentlicht wurde. Namie singt bei diesem Titel ihren Teil erstmals auf Mandarin mit vereinzelt englischen Wörtern.

### 2015 bis 2016: Neues Management undGenic
Zum Anfang des Jahres 2015 wurde bekanntgegeben, dass Namie ihr Management von Rising Productions (eine Zeit lang als Vision Factory bekannt gewesen) zu Dimension Point gewechselt hat. Der Vertrag lief am 14. Januar ab und die Bekanntgabe vom Transfer wurde einen Tag später von Avex bekanntgegeben. Hierbei stellt sich heraus, dass Dimension Point ihr eigenes Label ist, das sie im Jahr 2013 gegründet hat und bereits die Alben „Feel“ und „Ballada“ mit dem dazugehörigen Etikett ausgezeichnet waren. Außerdem ist Dimension Point ein Sublabel von Avex, womit bei der Verkündung am 15. Januar deutlich gemacht wurde, dass ihre Musikproduktionen, Vermarktung, Live-Aktivitäten und ihr Business Management zentralisiert wurden, um ihre Karriere zu verbessern. Am 9. Juni wurde schließlich bekannt gegeben, dass mit sofortiger Wirkung ihr eigenes Management als Firma „Stella 88“ (Eigenschreibweise: „stella 88“) Aktivitäten betreibt. Da es ihr eigenes Management-Unternehmen ist, ist sie damit Inhaberin und somit auch Unternehmerin. Laut einem Wirtschaftsmagazin bekam Namie ein Angebot von der Warner Music Group, die ernsthaft in Anbetracht sahen, sie im amerikanischen Musikmarkt zu etablieren. Hierbei wurde auch erwähnt, dass Namie bereits in Los Angeles leben und die englische Sprache lernen würde. Die Gerüchte fanden keine Bestätigung und im Juni des Jahres veröffentlichte sie schließlich ihr zwölftes Studioalbum mit dem Titel „Genic“ (Eigenschreibweise: _genic), bei dem die englische Sprache wie beim Studioalbum „Feel“ dominierte. Das Album wird mit R&B-Einflüssen, klassischen Dance Beats und einer 80er / 90er Wiederbelebung beschrieben. Das Musikvideo zu „Golden Touch“ fand hierbei internationale Aufmerksamkeit. Dieses Musikvideo wird als interaktiv beschrieben; man berührt hierbei einen Finger an den Bildschirm auf den vorgegebenen Punkt im Musikvideo und wird somit durch das Musikvideo mit Effekten begleitet. Geteilt wurde dieses Musikvideo über viele internationalen Websites wie zum Beispiel 9GAG oder Nachrichtensender außerhalb Japans und konnte Millionen von Menschen erreichen. Besonders auf diesem Studioalbum ist auch das Musikvideo zu „Birthday“, da es ein One-Shot-Musikvideo und zudem ihr erstes ist. Obwohl das Album die Höchstplatzierung erreichen konnte, blieb der kommerzielle Erfolg im Vergleich zu den vorherigen Studioalben in Japan jedoch aus; in den ersten zwei Wochen lag sie noch unter 200.000 verkauften Einheiten. Gründe dafür könnten sein, dass das Studioalbum bereits einige Tage vor der Veröffentlichung illegal im Internet verbreitet wurde, außerdem könnte die neue Managementpolitik in Frage gestellt werden. Im August wurde verkündet, dass eine Kollaboration mit Crystal Kay im September des Jahres erscheinen soll, die den Titel „Revolution“ trägt und in die Diskografie von Crystal Kay zählt. Für den Dezember wurde eine Single namens „Red Carpet“ angekündigt, die als „gehend auf dem roten Teppich, der das Leben von uns allen repräsentiert“ beschrieben wird. Besonders ist auch die Customizing-Funktion, die auf der DVD der Single in Verwendung genommen werden kann; diese ermöglicht es nämlich die Farbe ihrer Bekleidung im Musikvideo zu verändern.
Die „Livegenic 2015-2016“-Tour wurde im März 2016 auf BD und DVD veröffentlicht, wobei beide die Höchstplatzierung in den Oricon-Charts erreichten. Im selben Monat verkündete man, dass sie das Titellied für die Olympischen Sommerspiele 2016 und die Sommer-Paralympics 2016 auf NHK „Hero“ singen werde, doch vorher werde man dieses Lied für die All-Japan Artistic Gymnastics Championships, im April des Jahres, verwenden. Gegen Ende desselben Monats verkündete man auch für den 18. Mai die Single „Mint“, die das Titellied für die Serie „Boku no Yabai Tsuma“ darstellt. Die Single erreichte eine Höchstplatzierung von #4 in den Oricon-Charts, womit in den Medien berichtet wurde, dass sie in chronologischer Reihenfolge 22 Jahre lang jährlich mindestens eine Top-10-Single veröffentlicht hat. Die Single „Hero“ wurde später am 27. Juli des Jahres veröffentlicht, hielt sich mehr als 45 Wochen lang in den Top 200 und wurde für 100.000 verschiffte Einheiten der CD-Version mit Gold ausgezeichnet. Schon im Oktober des Jahres veröffentlichte sie die nächste Single „Dear Diary / Fighter“ und wirbte mit beiden Titeln für den Film „Death Note: Light Up the New World“. Ihre erste eigene Kontaktlinsen-Produktlinie, die mit dem Markennamen „Rêvia“ (Eigenschreibweise: RêVIA) daherkommt, brachte sie anschließend auf den Markt. Im Rahmen einer Werbekampagne in Kollaboration mit 7-Eleven veröffentlichte Namie ein englischsprachiges Weihnachtslied mit dem Titel „Christmas Wish“, das nur mit dem Kauf einer Torte bei 7-Eleven über eine beiliegende Music Card im Dezember des Jahres zum Download erhältlich war.

### Seit 2017:25th Anniversaryund Ruhestand

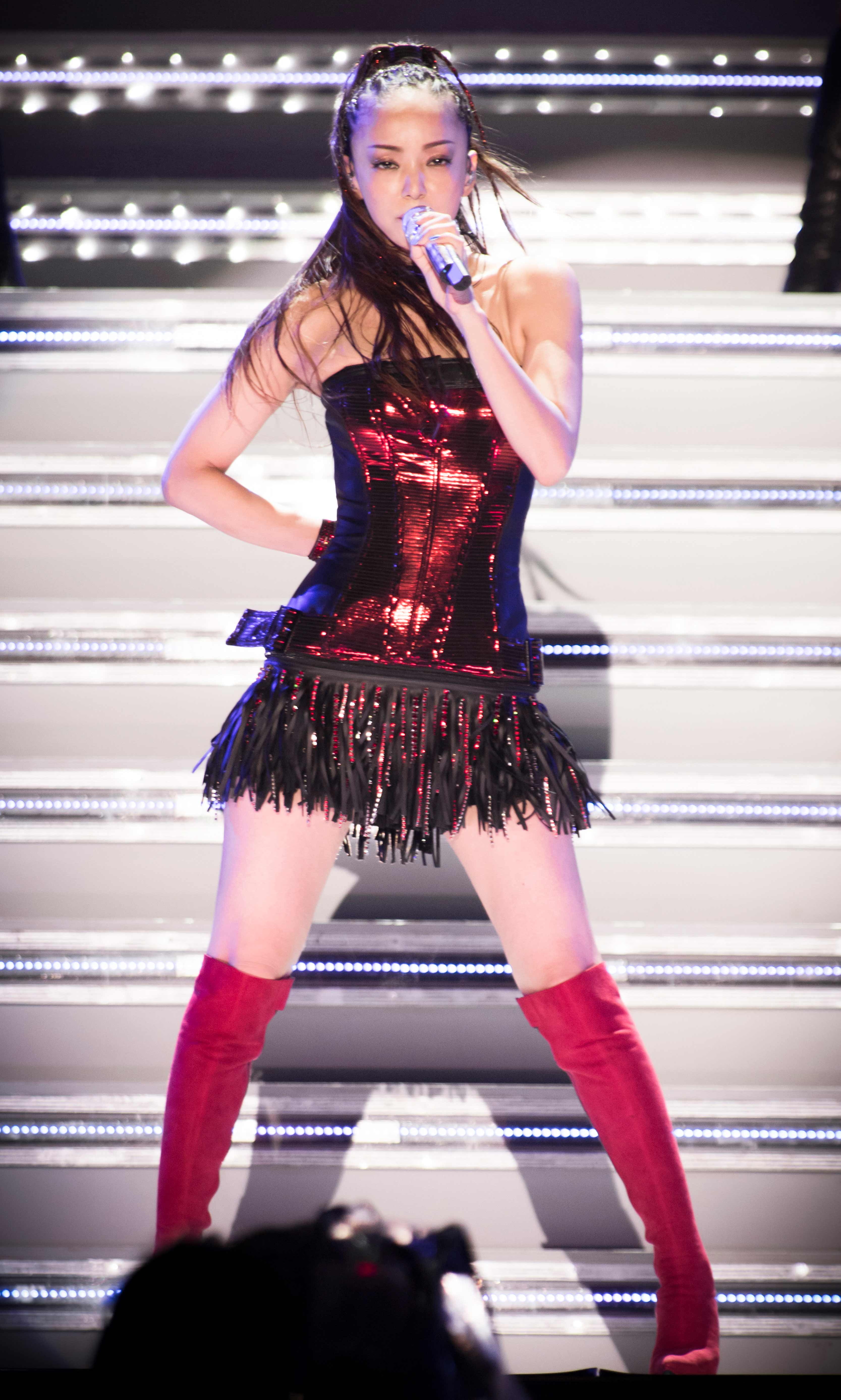
Namie Amuro auf ihrem Konzert in Okinawa, im Rahmen ihres 25-jährigen Bühnenbestehens (2017)

Der erste Werbespot für die Rêvia-Kontaktlinsen wurde erstmals im Februar 2017 ausgestrahlt, wobei ein von ihr neues Lied mit dem Titel „Strike a Pose“ abgespielt wurde. Das Lied wurde die B-Seite ihrer folgend im Mai desselben Jahres veröffentlichten Single „Just You and I“. Das gleichnamige Lied der Single wurde für die japanische Serie „Haha ni Naru“ als Titellied verwendet. Als CD konnten die Verkaufszahlen mit etwas mehr als 32.000 verkauften Einheiten, nicht an ihre vorherigen Erfolge anknüpfen, wurde für 100.000 legale Downloads jedoch mit Gold ausgezeichnet. In Zelebration ihres 25-jährigen Bühnenbestehens gab sie vom 16. bis zum 17. September unter dem Konzept „Namie Amuro 25th Anniversary Live in Okinawa“ zwei Freiluftkonzerte in ihrem Heimatort Okinawa. Sie nutzte anschließend die mediale Aufmerksamkeit aus und verkündete zu ihrem 40. Geburtstag am 20. September, über ihre offizielle Website, dass sie am 16. September 2018 ihre musikalische Karriere beenden möchte. In der Zeit bis zu ihrem Ruhestand werde sie aber ihr Bestes geben, ein finales Studioalbum zu veröffentlichen und auf ein vorerst letztes Mal auf Tour zu gehen, schreibt sie. Sie habe auch lange Zeit darüber nachgedacht und kam nun zu diesem Entschluss. Die Nachricht platzte durch die japanische Presse, erreichte aber auch vor allem die asiatische Presse, führte aber auch dazu, dass bekannt englischsprachige Nachrichtenagenturen Beiträge über sie verfassten. Die Verkündung führte auch dazu, dass einige Tonträger und vor allem Videoträger den Einstieg zurück in die Oricon-Charts fanden. Trotz der Erwähnung eines neuen Studioalbums, wurde als finales Album eine Kompilation mit dem Titel „Finally“ für den 8. November 2017 angekündigt. Die Kompilation verfügt über eine Auswahl von 52 Liedern (hauptsächlich Singles) die zu ihren charakteristischsten Liedern bezogen auf die jeweiligen 25 Jahre zählen. 39 Neuaufnahmen und sechs neue Titel wurden für die Kompilation eingesungen. Die Kompilation wurde in Japan stark beworben, womit die Kompilation sich am ersten Tag allein in Japan 459.094-mal verkaufen konnte und Amuro alleine mit diesen Verkaufszahlen des ersten Tages als meistverkaufte Solokünstlerin Japans für das Jahr 2017 den Platz sicherte. Mit schließlich 1.777.850 verkauften Einheiten wurde die Kompilation sogar das meistverkaufte Album 2017 in Japan. Außerdem ist sie der meistgesuchte Musiker im Internet in Japan für das Jahr 2017.
Abschließend zum Jahr 2017 gab sie ihren als letzten beschriebenen Liveauftritt im Fernsehen im alljährlichen Musikprogramm Kōhaku Uta Gassen auf NHK, bei dem sie ihren letzten Auftritt im Jahr 2003 hatte. Nachdem das Programm zum Kōhaku Uta Gassen 2017 im Dezember bekanntgegeben wurde, war sie zunächst nicht eingeteilt und es wurde bekannt, dass Verhandlungen laufen würden, Namie in die Sendung zu integrieren. Nach langen Verhandlungen wurde bekanntgegeben, dass sie als spezieller Gast um 23 Uhr Ortszeit auftreten würde. Angemerkt wurde, dass sie Namie von allen Künstlern am liebsten in der Sendung auftreten lassen wollen, aufgrund ihres geplanten Ruhestands. Die Mitteilung ihrer plötzlichen Integration in die Musiksendung sorgte für größere mediale Aufmerksamkeit in Japan. Hiermit hatte man sich anscheinend auch erhofft, der über die Jahre fallenden Einschaltquote der Musiksendung entgegenzuwirken und singen werde Namie das Lied „Hero“, das als kommerzieller Erfolg zählt und von NHK im Jahr 2016 beworben wurde. Für weitere Aufmerksamkeit sorgten Paparazzi, die berichteten, dass Namie nicht zur Probe der Musiksendung am 30. Dezember erschien und mitgeteilt wurde, dass sie an einem geheimen Ort auftreten werde, was für viele Spekulationen sorgte. Zum Auftritt am folgenden Tag wurde sie live in die Sendung zugeschaltet und man sah sie, ohne den Aufenthaltsort bekanntzugeben, in einer Halle in der sie auf einem weißen Laufsteg mit groß weißen Bögen und in einem weißen Kleid bekleidet, mit einer kurzen Begrüßung folgend ihr Lied „Hero“ sang. Der Hintergrund der Halle war dunkel, wobei viele weiße Lichtstrahlen am Laufsteg entlang für Effekte sorgten. Jedoch bewegte sie sich kaum von der Fläche und konzentrierte sich wahrscheinlich auf ihren Livegesang. Die Verabschiedung wurde bedankend kurzgehalten und sie brach, bevor die Kamera abrupt zurückschaltete, in Tränen aus. In den Auswertungen der durchschnittlichen Einschaltquote kam heraus, dass die Musiksendung ihre drittschlechteste Einschaltquote, seit der konzeptionellen Umstrukturierung der Sendung im Jahr 1989, mit 39,4 % belegen musste. Jedoch war der Höhepunkt der Einschaltquoten in den Regionen Kansai und Kantō tatsächlich Namies Auftritt, der in der Kansai-Region 49,7 % und in der Kantō-Region 48,4 % der Einschaltquoten ausmachte. In den folgenden Tagen im Januar 2018 wurden Bilder von Namies Auftritt über NHK publiziert, wobei herauskam, dass diese am 30. Dezember 2017 geschossen wurden und für Verwirrung sorgten, da neben der zeitlichen Aufnahme, die Bühne und die Kleidung identisch zum Liveauftritt im Vergleich zur Probe gewesen sein würden. Takayuki Fujioka, der Direktor für Öffentlichkeitsarbeit bei NHK, erklärte daraufhin, dass Namie keine Bilder während des Liveauftritts von sich geschossen haben wollte, aber zur Probe am 30. Dezember dies erlaubte. Der Direktor erklärte entschuldigend, dass sie an beiden Tagen die gleiche Frisur und Kleidung trug, man sich auch nichts dabei gedacht habe, die Bilder zu veröffentlichen.
Am 15. Januar 2018 publizierte Oricon erstmals die wöchentlichen Charts für Download-Singles, bei der in der Eröffnungswoche Namie den ersten Platz mit dem Titel „Hero“ belegte. Für ihre zwei Konzerte der „Final Tour 2018“ in Taiwan, versuchten mehr als 100.000 Menschen ein Ticket zu ergattern, jedoch wurden die 22.000 verfügbaren Tickets in drei Minuten ausverkauft. Anlässlich der Konzerte in Taiwan, sammelten Fans über Crowdfunding 500.000 NT$ zusammen und ließen den Taipei 101 für Amuro mit ihrem Tournee-Thema erstrahlen. Im April des Jahres gab sie ihre Kollaboration mit der Modekette H&M bekannt, bei der sie für eine Kollektion warb, die in Japan, Hong Kong, Macau und Taiwan zum Verkauf angeboten wurde. Nach Vollendung ihrer Tournee, gab man die Video-Veröffentlichung der Tournee mit dem Titel „Namie Amuro Final Tour: Finally“ bekannt. Besonders hierbei ist, dass es sich hierbei nicht um ein bestimmtes Konzert handelt, sondern fünf Versionen zu den fünf japanischen Austragungsorten der Konzerte veröffentlicht werden. Anschließend wurde bekannt, dass in der ersten Vorbestellungswoche 500.000 Exemplare bereits vorbestellt wurden. Die Tournee stellte zudem einen neuen Rekord in Japan auf; so ist sie die erste Solo-Künstlerin, die 800.000 Zuschauer auf einer einzigen Tournee in Japan verzeichnete. Aufgrund der hohen Beliebtheit der ersten H&M-Kampagne mit Amuro, warb sie in einer weiteren Kollaboration mit der Modekette für die Herbst/Winter-Kollektion, die neben den vier bereits bestehenden Ländern auch in China und Südkorea am 21. August des Jahres online sowie in den Läden veröffentlicht wurde. Vor der Veröffentlichung ihres letzten Konzertvideos „Namie Amuro Final Tour: Finally“, wurde bekanntgegeben, dass sich die Vorbestellungen auf einer Million Einheiten bewegen. Somit war das Konzertvideoalbum noch vor Veröffentlichung das meistverkaufte Videoalbum eines Künstlers in Japan. Ihre Kompilation „Finally“ (veröffentlicht 2017) schaffte es schließlich zum zweiten Mal auf die Höchstplatzierung der meistverkauften Alben in Japan für das Jahr 2018. Somit gelang ihr ein Rekord der Höchstplatzierung in chronologischer Reihenfolge für zwei Jahre; es war 43 Jahre her, dass solch ein Rekord in der japanischen Musikgeschichte aufgestellt wurde. Dazu wurde bekannt, dass sie in Japan das höchste Einspielergebnis im Jahr 2018 für physische Ton- und Videoträger von umgerechnet 169 Millionen US-Dollar erlangte. Die Höchstplatzierung zum besten Einspielergebnis gelang ihr bereits zum Debüt ihrer Solokarriere im Jahr 1996. Für das Jahr 2018 wurde sie außerdem vom Nikkei Marketing Journal mit ihrem Namen als populärste Dienstleistungen und Produkte in Japan für das Jahr bewertet. Damit setzte sie sich gegen Marken wie Gucci, TikTok oder Toyota durch.

## Einfluss
In den Jahren 1995 bis 1997 war Namie Amuro der erfolgreichste J-Pop-Star, bekannt in ganz Ostasien. Ursache waren zum einen ihre sehr eingängigen, von Tetsuya Komuro produzierten, Songs, zum anderen auch ihre Ausstrahlung, vor allem ihr Sexappeal. In den 90er Jahren gewann Namie Amuro insbesondere die Bewunderung von weiblichen Teenagern und beeinflusste sie mit ihrem Stil, indem sie sich nach dem Vorbild ihres Idols die Haare färbten und kurze Röcke mit kniehohen Stiefeln trugen, ein Markenzeichen von Namie Amuro. Diese Jugendbewegung nannte sich „Amurā“ (アムラー), zu der sie sich 2017 äußerte, sich nie wirklich damit identifiziert haben zu können. Beim „Amurā“-Stil war auffällig, dass die Haut brauner, die Haarfarbe heller, die Röcke kürzer und die Schuhabsätze höher waren, als Amuro sich eigentlich darstellte. Daher sagte man auch, dass der „Amurā“-Stil seine Wurzeln von Amuros damaligen Stil habe. Sie gilt auch als Einfluss auf den Gyaru-Stil; so wird sie beispielsweise von der Sängerin Thelma Aoyama in ihrem Lied „Sekai no Chūshin: We Are the World“ (世界の中心) im Bezug auf den Gyaru-Stil als ewiges Idol beim Vornamen erwähnt.

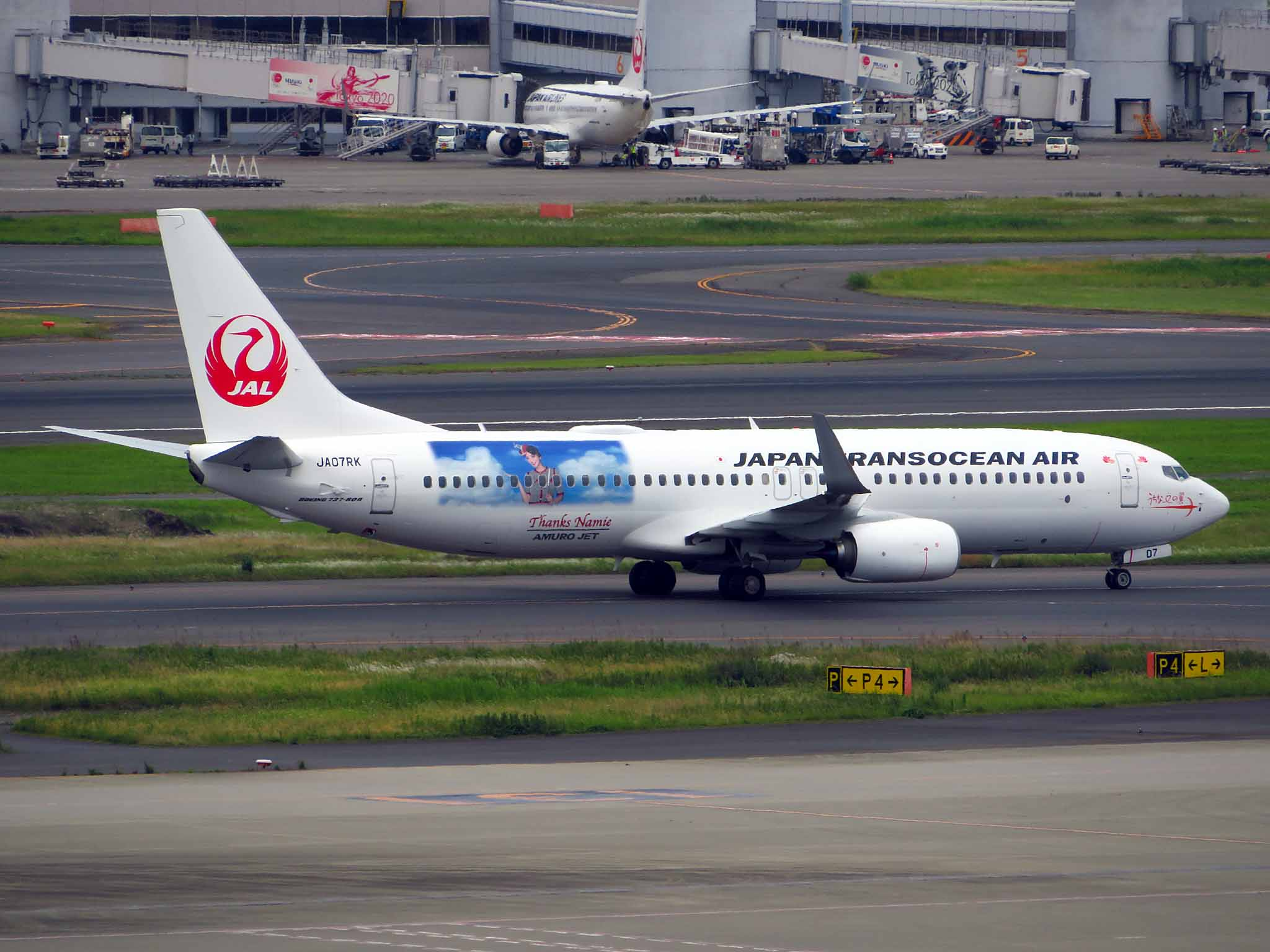
Der „Amuro Jet“ von Japan Airlines.

Sie wird aufgrund ihrer Herkunft aus Okinawa damit in Verbindung gebracht, den Ort als „cool“ beziehungsweise stärker in der öffentlichen Wahrnehmung verfestigt zu haben. Für ihren Ruhestand im September 2018 bedankte sich Japan Airlines bei Amuro, mit ihrer Popularität Okinawa Selbstvertrauen und Vitalität geschenkt zu haben. Als Dankeschön präsentierte die Fluggesellschaft den „Amuro Jet“ unter dem Motto „Thanks Namie“ (Danke Namie) als optionales Flugzeug für Inlandsreisen nach Okinawa. Im Mai 2018 wurde sie schließlich von Takeshi Onaga, dem siebten Gouverneur der Präfektur Okinawa, für die Inspiration der lokalen Menschen mit einer Zertifikation geehrt. Diese Auszeichnung haben bisher wenige Sänger oder Schauspieler und eher Sportmannschaften und Athleten aus der Unterhaltungsindustrie erhalten.
Zur Verkündung ihres Ruhestands für 2018 im Jahr 2017, beschrieb die internationale Vogue das Ereignis mit folgendem Zitat:

“Namie Amuro, “The Madonna of Japan”, Is Retiring, But Her Style Influence Lives On”

„Namie Amuro, „Die Madonna Japans“ geht in den Ruhestand, aber ihr einflussreicher Stil lebt weiter“

## Diskografie
Studioalben

| Jahr | Titel               | Höchstplatzierung, Gesamtwochen, AuszeichnungChartsChartplatzierungen (Jahr, Titel, Platzierungen, Wochen, Auszeichnungen, Anmerkungen) | Anmerkungen                                                                           |
| Jahr | Titel               | JP | Anmerkungen                                                                           |
| ---- | ------------------- | --- | ------------------------------------------------------------------------------------- |
| 1995 | Dance Tracks Vol. 1 | JP1 ×4Vierfachplatin · (44 Wo.)JP | Erstveröffentlichung: 16. Oktober 1995 Verkäufe JP: + 1.865.450 als Super Monkey’s    |
| 1996 | Sweet 19 Blues      | JP1 ×3Dreifachdiamant · (43 Wo.)JP | Erstveröffentlichung: 22. Juli 1996 Verkäufe JP: + 3.359.640 Debütalbum bei Avex Trax |
| 1997 | Concentration 20    | JP1 ×2Doppeldiamant · (28 Wo.)JP | Erstveröffentlichung: 24. Juli 1997 Verkäufe JP: + 1.929.860                          |
| 2000 | Genius 2000         | JP1 ×2Doppelplatin · (8 Wo.)JP | Erstveröffentlichung: 26. Januar 2000 Verkäufe JP: + 802.740                          |
| 2000 | Break the Rules     | JP2 Platin · (9 Wo.)JP | Erstveröffentlichung: 20. Dezember 2000 Verkäufe JP: + 334.520                        |
| 2003 | Style               | JP4 Platin · (23 Wo.)JP | Erstveröffentlichung: 10. Dezember 2003 Verkäufe JP: + 221.874                        |
| 2005 | Queen of Hip-Pop    | JP2 ×2Doppelplatin · (25 Wo.)JP | Erstveröffentlichung: 13. Juli 2005 Verkäufe JP: + 455.428                            |
| 2007 | Play                | JP1 ×2Doppelplatin · (59 Wo.)JP | Erstveröffentlichung: 27. Juni 2007 Verkäufe JP: + 542.725                            |
| 2009 | Past < Future       | JP1 ×2Doppelplatin · (42 Wo.)JP | Erstveröffentlichung: 16. Dezember 2009 Verkäufe JP: + 542.725                        |
| 2012 | Uncontrolled        | JP1 ×2Doppelplatin · (69 Wo.)JP | Erstveröffentlichung: 27. Juni 2012 Verkäufe JP: + 542.296                            |
| 2013 | Feel                | JP1 Platin · (49 Wo.)JP | Erstveröffentlichung: 10. Juli 2013 Verkäufe JP: + 394.492                            |
| 2015 | Genic               | JP1 Platin · (51 Wo.)JP | Erstveröffentlichung: 10. Juni 2015 Verkäufe JP: + 254.865                            |

## Konzerttourneen
Im Jahr 2013 verzeichnete Amuro mehr als 500 Konzerte vor mehr als drei Millionen Zuschauern und zu ihrem Ruhestand 2018 waren es 716 Konzerte, darunter gab sie mehr als 10 Konzerte im Ausland (China, Südkorea und Taiwan). Damit ist sie eine der wenigen japanischen Künstlern, die vor einem breiteren Publikum Konzerte im Ausland gegeben haben.

### Live-Tourneen
1. Amuro Namie with Super Monkey’s Concert ’95: Hāto ni hi wo Tsukete (安室奈美恵 with Super Monkey’s Concert '95 〜ハートに火をつけて〜) – Juli 1995 bis 27. August 1995, insgesamt drei Konzerte.
2. Mistio Presents Amuro Namie with Super Monkey’s Tour '96 – 20. März 1996 bis 19. Mai 1996, insgesamt 21 Konzerte vor 80.000 Zuschauern.
3. Summer Presents '96 Amuro Namie with Super Monkey’s – 27. August 1996 bis 1. September 1996, insgesamt vier Konzerte.
4. Namie Amuro Tour 1997 a Walk in the Park – 23. März 1997 bis 18. Mai 1997, insgesamt 23 Konzerte vor 120.000 Zuschauern.
5. Mistio Presents Namie Amuro Summer Stage Concentration 20 – 26. Juli 1997 bis 13. August 1997, insgesamt 8 Konzerte vor 300.000 Zuschauern.
6. Namie Amuro Tour Genius 2000 – 20. März 2000 bis 7. Mai 2000, insgesamt 17 Konzerte.
7. Namie Amuro Tour 2001 Break the Rules – 18. März 2001 bis 27. Mai 2001, insgesamt 17 Konzerte.
8. Namie Amuro "AMR" 01 - 17. Oktober 2001 bis 10. November 2001, insgesamt 9 Konzerte.
9. Namie Amuro So Crazy Tour Featuring Best Singles 2003-2004 – 29. November 2003 bis 11. April 2004, insgesamt 35 Konzerte vor 135.000 Zuschauern.
10. Namie Amuro Tour "Fan Space '04" – 27. August 2004 bis 20. September 2004, insgesamt 8 Konzerte.
11. Space of Hip-Pop: Namie Amuro Tour 2005 – 1. September 2005 bis 24. Dezember 2005, insgesamt 35 Konzerte.
12. Namie Amuro Best Tour "Live Style 2006" – 13. August 2006 bis 23. November 2006, insgesamt 23 Konzerte vor 220.000 Zuschauern.
13. Namie Amuro Play Tour 2007-2008 – 18. August 2007 bis 27. Februar 2008, insgesamt 65 Konzerte vor 200.000 Zuschauern.
14. Namie Amuro Best Fiction Tour 2008-2009 – 25. Oktober 2008 bis 31. Mai 2009, insgesamt 60 Konzerte vor 500.000 Zuschauern (mit Taipei und Shanghai).
15. Namie Amuro Past < Future Tour 2010 – 3. April 2010 bis 15. Dezember 2010, insgesamt 80 Konzerte vor 210.000 Zuschauern.
16. Namie Amuro Live Style 2011 – 30. Juli 2011 bis 27. Dezember 2011, insgesamt 32. Konzerte vor 270.000 Zuschauern.
17. Namie Amuro 5 Dai Dome Tour 2012: 20th Anniversary Best (Namie Amuro 5大ドーム Tour 2012 ~20th Anniversary Best~) – 24. November 2012 bis 21. Dezember 2012, insgesamt 8 Konzerte vor 340.000 Zuschauern.
18. Namie Amuro Asia Tour 2013 – 23. Februar 2013 bis 26. April 2013, insgesamt 4 Konzerte.
19. Namie Amuro Feel Tour 2013 – 16. August 2013 bis 23. Dezember 2013, insgesamt 22 Konzerte vor 240.000 Zuschauern.
20. Namie Amuro Live Style 2014 – 22. August 2014 bis 23. Dezember 2014, insgesamt 37. Konzerte vor 310.000 Zuschauern.
21. Namie Amuro Livegenic 2015-2016 – 5. September 2015 bis 10. Februar 2016, insgesamt 44 Konzerte vor 400.000 Zuschauern.
22. Namie Amuro Live Style 2016-2017 – 19. August 2016 bis 3. Mai 2017, insgesamt 100 Konzerte vor 260.000 Zuschauern.
23. Namie Amuro Final Tour 2018: Finally – 17. Februar 2018 bis 3. Juni 2018, insgesamt 17 Konzerte.

### Events
1. So Crazy in Taipei – 1. und 2. Mai 2004, insgesamt 2 Konzerte vor 11.000 Zuschauern.
2. Amuro Namie So Crazy Tour in Seoul 2004 – 13., 14. und 15. Mai 2004, insgesamt 3 Konzerte vor 25.000 Zuschauern.
3. Namie Amuro Play More!! in Taipei – 12. und 13. April 2008, insgesamt 2 Konzerte.
4. Namie Amuro Best Fiction Tour 2008-2009 in Taipei – 21. und 22. Juni 2008, insgesamt 2 Konzerte.
5. Namie Amuro Best Fiction Tour 2008-2009 in Shanghai – 11. und 12. Juli 2008, insgesamt 2 Konzerte.
6. Namie Amuro 20th Anniversary Live in Okinawa – 16. September 2012, ein Konzert vor 27.000 Zuschauern – annulliert aufgrund eines Taifuns.
7. Namie Amuro Livegenic 2015-2016 in Taipei – 5. und 6. März 2016, insgesamt 2 Konzerte.
8. Namie Amuro Livegenic 2015-2016 in Hong Kong – 26. März 2016, ein Konzert.
9. Namie Amuro 25th Anniversary Live in Okinawa – 16. und 17. September 2017, insgesamt 2 Konzerte vor 26.000 Zuschauern.
10. Namie Amuro Final Tour 2018: Finally in Asia – 17. März 2018 bis 20. Mai 2018, insgesamt 6 Konzerte.

## Filmografie
| Jahr          | Titel                                                                                   | Rolle            | Anmerkung |
| ------------- | --------------------------------------------------------------------------------------- | ---------------- | --- |
| 1992          | Hirake! Ponkikki (Kinderfernsehen) ひらけ！ ぽんきっき                                  | Rabbit           | Fuji Television |
| 1993          | Ichigo Hakusho (Fernsehserie) いちご白書                                                | Reiko Endō       | TV Asahi |
| 1993 bis 1994 | Pop Jam (Musiksendung) ポップジャム                                                     | Sich selbst      | NHK |
| 1994          | Toki o Kakeru Shōjo (Fernsehserie) 時をかける少女                                       | Miyoko Yoshiyama | Fuji Television |
| 1994 bis 1996 | Yoru mo Isshō Kenmei (Varietéshow) 夜も一生けんめい。                                   | Sich selbst      | Nippon Terebi Hōsōmō |
| 1994 bis 1997 | Ponkikkīzu (Kinderfernsehen) ポンキッキーズ                                             | Sich selbst      | Fuji Television |
| 1995          | Watashi, Mikatadesu (Fernsehserie) 私、味方です                                         | Yoshioka Taeko   | TBS Television – Episode 3 „Bijo no Mikatadesu“ (美女の味方です; „der Freund einer schönen Frau“) |
| 1995          | Station (Fernsehserie)                                                                  |                  | Nippon Terebi Hōsōmō – Episode 3 „Mesukōsei ga Naita! Chikan no Himitsu“ (女子高生が泣いた!痴漢の秘密; „Das Schulmädchen weinte! Das Geheimnis des Kinderschänders“)                                                                  |
| 1995          | Shonan Liverpool Gakuin (Fernsehserie) 湘南リバプール学院                               | Mika Ōta         | Fuji Television |
| 1995          | Groovy (Varietéshow)                                                                    | Sich selbst      | Nippon Terebi Hōsōmō |
| 1995          | Count Down Groove (Varietéshow)                                                         | Sich selbst      | Nippon Terebi Hōsōmō |
| 1995 bis 1997 | The Yoru mo Hippare (Varietéshow) THEよるもヒッパレ                                     | Sich selbst      | Nippon Terebi Hōsōmō |
| 1996          | That’s Cunning! Shijo Saidai no Sakusen? (Film) Ｔｈａｔ’ｓカンニング！史上最大の作戦？ | Morishita Yumi   | Dies ist ihr Filmdebüt |
| 1996          | Gakko II (Film) 学校II                                                                  | Sich selbst      | Cameoauftritt |
| 1996 bis 1997 | Amuro Imada Kitto No.1 (Varietéshow) アムロ今田きっとNo.1                               | Sich selbst      | Nippon Terebi Hōsōmō |
| 2011          | Watashi ga Ren'ai Dekinai Riyū (Fernsehserie) 私が恋愛できない理由                      | Sich selbst      | Fuji Television – Cameoauftritt in der Episode 9 „Ikanaide!! Watashitachi no Kuraimakkusu e!!“ (行かないで！！私達のクライマックスへ！！; „Geh nicht! Zu unserem Höhepunkt!“), bei der sie ihr Lied Love Story auf einer Bühne singt. |

## Auszeichnungen
- 1995 Preis als Best Music für Try Me: Watashi wo Shinjite (jap. Try Me ~私を信じて~), bei den 37. Japan Record Awards.
- 1996 Preis als Music Award bei den 33. Golden Arrow Awards.
- 1996 Preis als Female Player bei den 96 Best Dresser Awards.
- 1996 Preis als Best Idol bei den ersten Idol Music Awards.
- 1996 Preis als Best Music für Don’t Wanna Cry, bei den 38. Japan Record Awards.
- 1996 Preis als Best Album für Sweet 19 Blues, bei den 38. Japan Record Awards.
- 1997 Preis als J-Pop Award für Can You Celebrate?, bei den 11. Japan Gold Disc Awards.
- 1997 Preis als Best 5 Artists bei den 11. Japan Gold Disc Awards.
- 1997 Preis als Best 5 Singles für Don’t Wanna Cry, bei den 11. Japan Gold Disc Awards.
- 1997 Preis als Music Video Award für Amuro Namie First Anniversary, bei den 11. Japan Gold Disc Awards.
- 1997 Preis als Single Award für Can You Celebrate?, bei den 30. Japan Record Sales Awards.
- 1997 Preis als Best Music für Can You Celebrate?, bei den 39. Japan Record Awards.
- 1998 Preis als Song of the Year für Can You Celebrate?, bei den 12. Japan Gold Disc Awards.
- 1998 Preis als Pop Album of the Year für Concentration 20, bei den 12. Japan Gold Disc Awards.
- 1999 Preis als Pop Album of the Year für 181920, bei den 13. Japan Gold Disc Awards.
- 2000 Preis als Yoshida Tadashi Award für Something 'Bout the Kiss, bei den 32. Japan Usen Awards.
- 2000 Auszeichnung bei den Naha Citizenship Honor Awards
- 2000 Preis als Special Award für Never End, bei den 42. Japan Record Awards.
- 2001 Preis als Millennium Special Award für Never End, bei den 33. Japan Usen Awards.
- 2003 Preis als Best Collaboration für Suite Chic, bei den MTV Video Music Awards Japan ’03
- 2004 Preis als Best R&B Video und Best Buzz Asia, bei den MTV Video Music Awards Japan ’04
- 2005 Preis als Best R&B Video und Asia the Best Performing Artist, bei den MTV Video Music Awards Japan ’05
- 2007 Auszeichnung als Student Voice in Form des Respect Awards, bei den MTV Student Voice Awards 2007
- 2008 Preis als Best Female Video für Hide & Seek, bei den Space Shower Music Video Awards Japan ’08
- 2008 Preis als Best Album Award für Best Fiction, bei den 50. Japan Record Awards.
- 2009 Preis als Best 10 Albums für Best Fiction, bei den 23. Japan Gold Disc Awards.
- 2009 Preis als Best Artist bei den Space Shower Music Awards '09.
- 2009 Preis als Best Female Video für New Look, bei den Space Shower Music Awards ’09.
- 2009 Preis als Best Female Video für New Look, bei den MTV Video Music Awards Japan 2009.
- 2009 Preis als Best R&B Video für Sexy Girl, bei den MTV Video Music Awards Japan 2009.
- 2010 Preis als Best Asian Artist bei den World Music Awards in Monaco.[142]
- 2010 Preis als Best Female Video für Fast Car, bei den MTV Video Music Awards Japan 2010.
- 2012 Preis als Best Video für Love Story, bei den MTV Video Music Awards Japan 2012.
- 2012 Preis als Best Collaboration Video für Make It Happen, bei den MTV Video Music Awards Japan 2012.
- 2012 Preis als Top Pop Artist 2012, bei Billboard Japan 2012.
- 2013 Preis als Song des Jahres (Downloads) für Love Story, bei den 27. Japan Gold Disc Awards.
- 2014 Preis als Best Female Video für Ballerina, bei den MTV Video Music Awards Japan 2014.
- 2014 Preis als Best Video für Ballerina, bei den MTV Video Music Awards Japan 2014.
- 2015 Preis als Best Female Video für Birthday, bei den MTV Video Music Awards Japan 2015.
- 2017 Preis als Best 5 Songs by Download für Hero, bei den 31. Japan Gold Disc Awards.
- 2018 Preis als Künstler des Jahres, bei den 32. Japan Gold Disc Awards.
- 2018 Preis als Best 5 Albums für Finally, bei den 32. Japan Gold Disc Awards
- 2018 Preis als Beste weibliche Künstlerin, bei den Space Shower Awards 2018
- 2018 Sonderpreis für Finally, bei den 10. CD-Shop Awards
- 2018 Excellence Award bei den 23. AMD Awards
- 2018 Ehrenpreis der Präfektur Okinawa